# Équipe d'Italie de rugby à XV
Vous lisez un « bon article » labellisé en 2015.
Cet article traite de l'équipe masculine. Pour l'équipe féminine, voir Équipe d'Italie féminine de rugby à XV.
L’équipe d'Italie de rugby à XV, appelée Squadra Azzurra, ou La Nazionale comme pour toute équipe collective d'Italie, est l'équipe qui représente l'Italie dans les compétitions majeures de rugby à XV, la Coupe du monde de rugby à XV et le Tournoi des Six Nations. Elle intègre le tournoi lors de l'édition 2000. Elle n'a jamais remporté cette compétition et son bilan sur 122 rencontres est de 16 victoires,  2 matchs nuls et 112 défaites. 
La Federazione Italiana Rugby (fédération italienne de rugby à XV ou FIR) fondée en 1928, a la charge de gérer l'équipe d'Italie. Les Italiens jouent en blanc et bleu. Les Azzurri ont évolué à domicile au stade Flaminio de Rome jusqu'en 2013. À la suite de difficultés rencontrées pour effectuer une mise aux normes et d'agrandissement de ce stade, la FIR décide que l'équipe nationale joue ses rencontres au stade olympique et abandonne ses droits sur le stade Flaminio à la Fédération italienne de football. Depuis 2023, l'entraîneur de la sélection nationale est l'Argentin Gonzalo Quesada.
Au 15 juillet 2024, elle est 8e au classement des équipes nationales de rugby.

## Histoire

### Débuts (1911-1942)

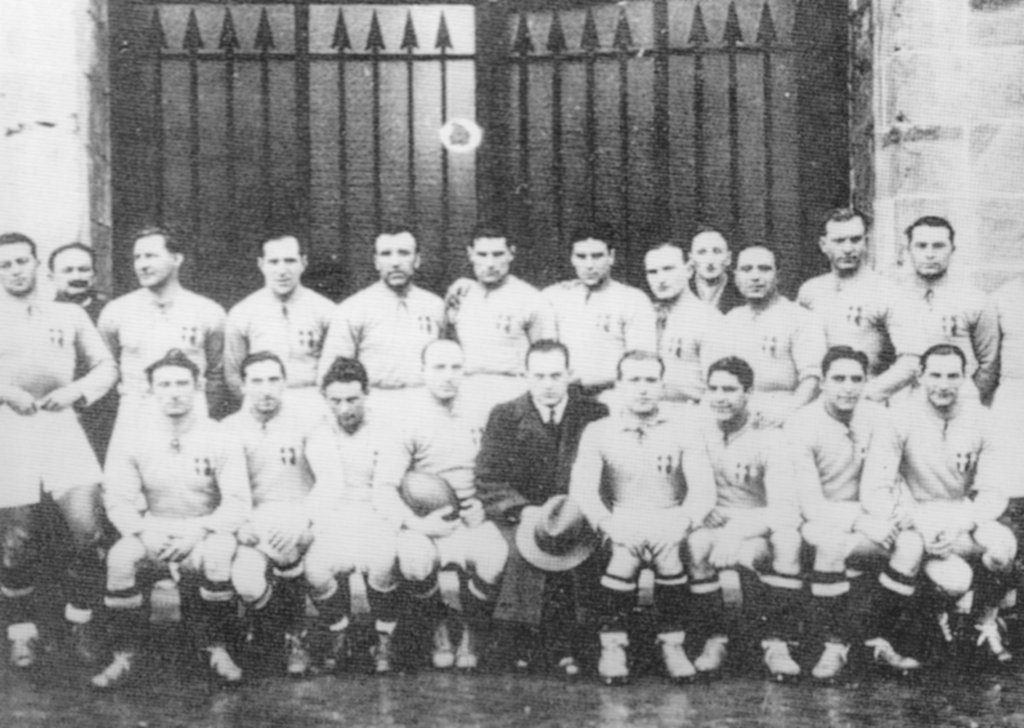
Équipe d'Italie en 1933.

En 1929 a lieu le premier championnat d'Italie, gagné par Ambrosiana Milano. Il regroupe alors 6 des 16 équipes existant en Italie. C'est en mai de la même année que l'équipe nationale joue sa première rencontre internationale, contre l'Espagne, à Barcelone, et perd 9 à 0. L'année suivante les Italiens prennent leur revanche à l'Arena Civica de Milan, en battant les Ibériques (3-0).
En 1934, le rugby à XV se diffuse en Italie, notamment dans les villes de Milan, Rome, Turin, Bologne, Padoue, Naples, Gênes, Brescia, Trévise, Rovigo et Parme. En 1935 l'Italie, entrainée par Julien Saby, affronte pour la première fois l'équipe de France au stade Flaminio, lors du premier Tournoi européen FIRA et perd (6-44). Dirigée par un autre entraîneur français, Michel Boucheron, l'Italie participe au Tournoi préolympique de Berlin où elle termine à la 3e place, en battant la Roumanie (8-7). En 1937, les Italiens sont à nouveau largement dominés par les Français (43-5) au Parc des Princes, lors de la finale du Tournoi FIRA 1937.
Malgré la Seconde Guerre mondiale, le championnat italien et l'équipe nationale continuent d'organiser des rencontres jusqu'en mai 1942. Le régime fasciste pourtant hostile au départ à ce sport en raison de ses origines anglaises, va ensuite en faire la promotion, valorisant « l'esprit de combat et de camaraderie ».

### Après-guerre (1948-1980)

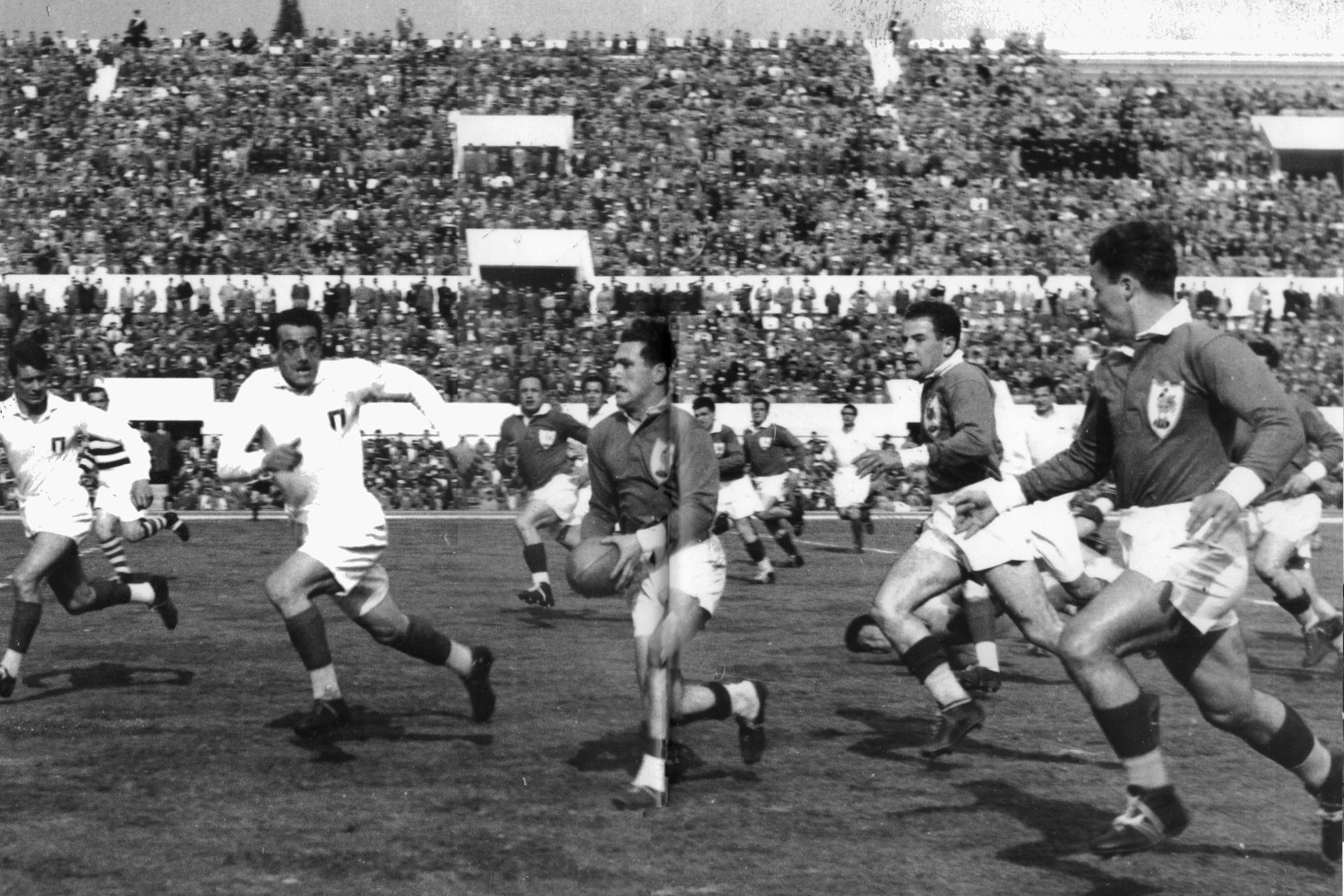
Italie - France en 1954.

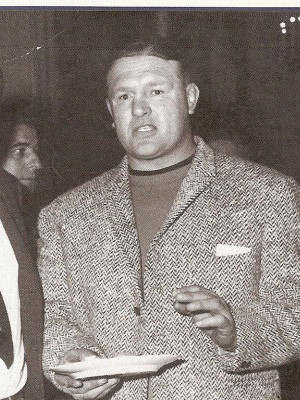
Sergio Lanfranchi.

Après le conflit, le rugby à XV entre dans une nouvelle dimension grâce à l'aide des troupes alliées basées en Italie. L'ancien joueur Tommaso Fattori (it) devient l'entraîneur de la sélection nationale, mais il faut attendre 1948 pour que l'Italie joue un nouveau match international face à la Tchécoslovaquie (victoire 17 à 0). La Vénétie (Rovigo, Padoue et Trévise) domine rapidement le rugby italien, gagnant le surnom de République du rugby italien. Parme et L'Aquila sont alors aussi des centres importants du rugby à XV.

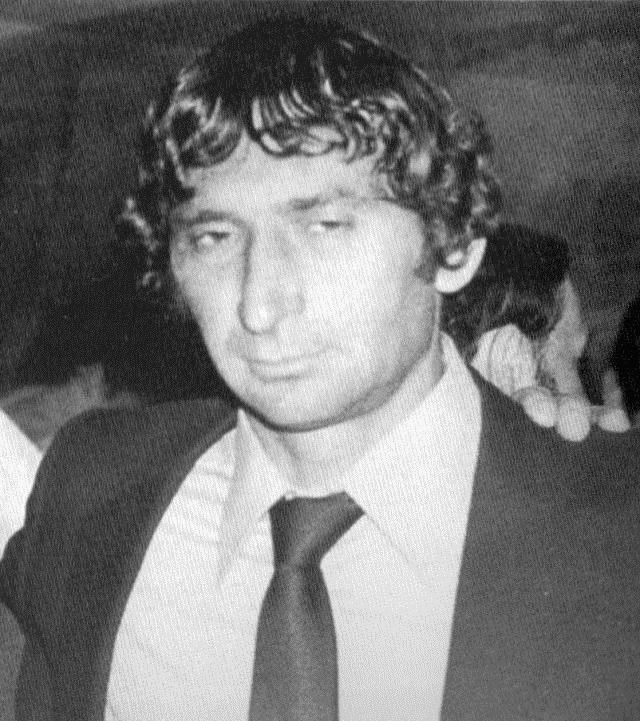
Pierre Villepreux, entraîneur de l'Italie de 1978 à 1981.

Dans les années 1950, l'Italie domine les équipes européennes qu'elle affronte, à savoir les équipes d'Espagne, de Roumanie, d'Allemagne de l'ouest et de Tchécoslovaquie, à l'exception de la France.
Dans les années 1960, l'Italie est concurrencée par la Roumanie, mais le 14 avril 1963, elle est toute proche de réaliser l'exploit de battre pour la première fois la France, au stade Lesdiguières à Grenoble, menant sur le score de 6 à 12 à quelques minutes de la fin de la rencontre avant que les deux ailiers Christian Darrouy et Jean Dupuy permettent à l'équipe de France de l'emporter en marquant deux essais pour une victoire in extremis 14-12. Entre octobre 1965 et novembre 1966, l'Italie termine deuxième de la nouvelle formule de la Coupe européenne, battant la Tchécoslovaquie (11-0), et la Roumanie (3-0), faisant match nul contre l'Allemagne de l'ouest (3-3), et perdant contre la France (0-21).
Au début des années 1970, l'Italie effectue des tournées en Afrique, affrontant le Madagascar, le Zimbabwe et une sélection d'Afrique du sud nommée les Léopards. Grâce à de meilleurs résultats et l'apport d'entraineurs venant de l'étranger, les Gallois Roy Bish, et Gwyn Evans ainsi que le Français Pierre Villepreux, l'Italie commence à rencontrer des sélections britanniques, australiennes et néo-zélandaises.

### Entrée dans le haut niveau mondial (1980-2000)

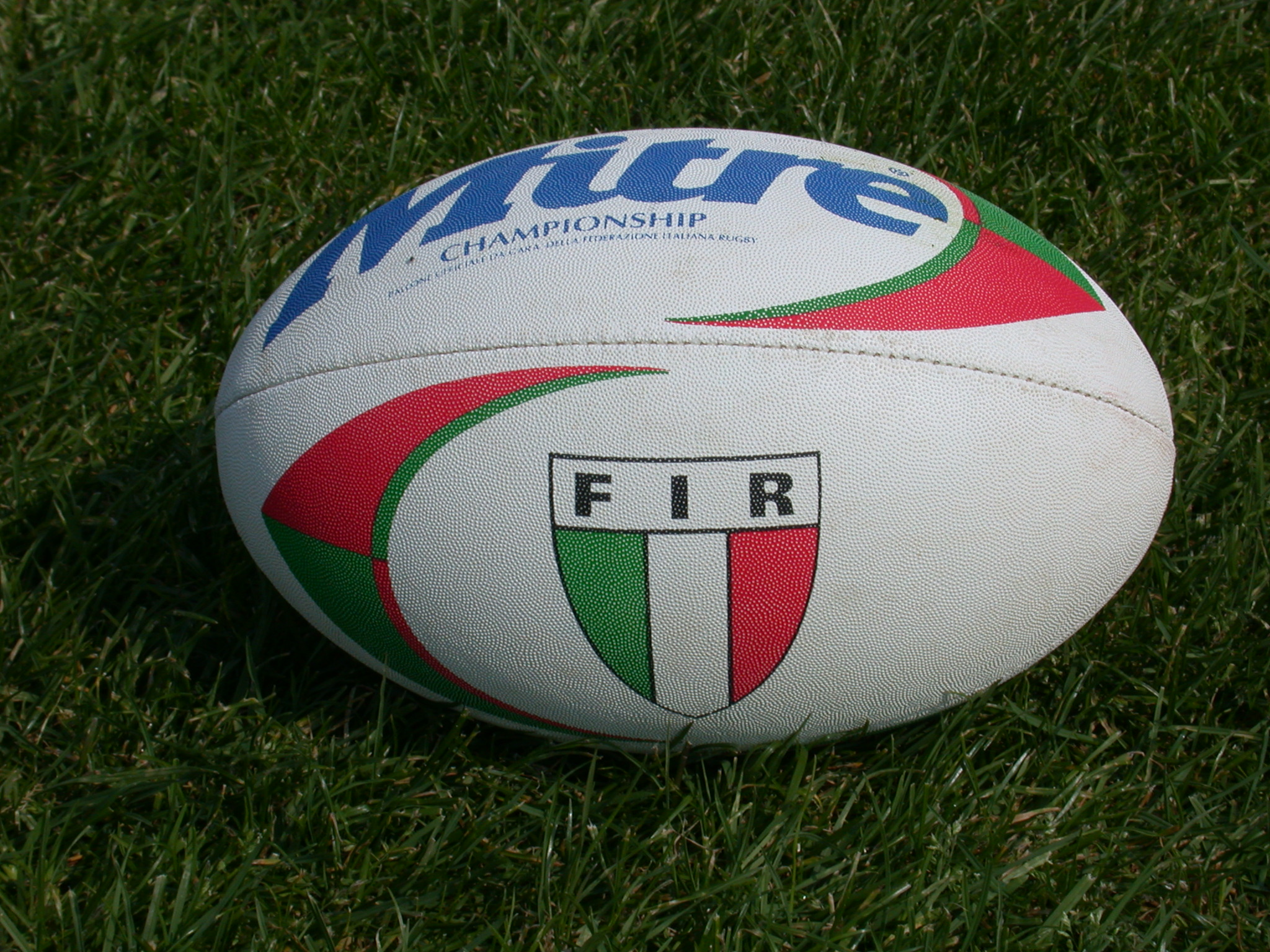
Ballon de rugby italien.

| Grenoble, stade Lesdiguières, 22 mars 1997 France - Italie 32-40 Points marqués: - France : 4 essais : collectif (14e) Bondouy (52e, 82e), Sadourny (79e), 3 transformations d'Aucagne (14e, 52e, 82e), 2 pénalités d'Aucagne (20e, 24e) - Italie : 4 essais : Francescato (5e) Gardner (34e), Croci (56e), Vaccari (74e), 4 transformations de Dominguez (5e, 34e, 56e, 74e), 4 pénalités de Dominguez (17e, 30e, 62e, 68e). France: Sadourny, Ougier, Delaigue, Bondouy, Saint-André, Aucagne, Accoceberry, Costes, Pelous, Benetton, Miorin (Betsen), Merle, Tournaire, Dal Maso (Ibañez), Rougemont. Entraîneur : Jean-Claude Skrela. Italie: Pértile; Vaccari, Bordon, I. Francescato (24e Mazzariol), Marcello Cuttitta; Domínguez, Troncon (39e et 42e Guidi); Gardner, Giovanelli, Sgorlon; Cristofoletto, Croci; Properzi, Orlandi, Massimo Cuttitta. Entraîneur : Georges Coste. Arbitre : McHugh |

À partir de 1980, les victoires obtenues contre des membres de la Coupe d'Europe des nations (Roumanie, Espagne, Portugal, Allemagne ou Union soviétique), mais également contre le Canada (9-37), permettent à la Squadra Azzurra d'affronter en 1983, pour la première fois l'Australie à Rovigo au stade Mario-Battaglini, perdant 7 à 29.
En 1987, l'Italie fait partie des seize équipes qui participent à la première Coupe du monde de rugby qui a lieu en Nouvelle-Zélande et en Australie. L'Italie joue le match d'ouverture à l'Eden Park d'Auckland face à la Nouvelle-Zélande. La défaite est lourde pour les Azzurri (70-6). Après une nouvelle défaite face à l'Argentine (25-16), les Italiens terminent la Coupe du monde par une victoire face aux Fidji (18-15). En 1988, l'Italie rencontre à nouveau l'Australie et perd cette rencontre 6 à 55, puis affronte pour la première fois l'Irlande, perdant à Lansdowne Road 31 à 15.
La Squadra Azzurra participe à la Coupe du monde 1991 qui a lieu en Angleterre, se trouvant dans une poule très relevée, avec l'Angleterre, la Nouvelle-Zélande et les États-Unis. Elle démarre cette compétition par une victoire face aux États-Unis (30-9), avant de perdre les deux rencontres suivantes, 36 à 6 face au XV de la rose, et 31 à 21 face aux All Blacks. Dans cette compétition, le demi d'ouverture Diego Dominguez inscrit 29 points.
Peu avant la Coupe du monde 1995, en mai, elle obtient la première victoire de son histoire face à une équipe participant au Tournoi des Cinq Nations : elle s'impose 22 à 12 à Trévise face à l'Irlande. Lors de la Coupe du monde, les Italiens sont dans la poule de l'Angleterre, des Samoa et de l'Argentine, et ont l'ambition de se qualifier pour les quarts de finale, avec des joueurs de qualité tels que le pilier Massimo Cuttitta, la charnière Alessandro Troncon et Diego Dominguez, ainsi que l'ailier Marcello Cuttitta. Mais ils manquent leur entame de compétition en perdant contre les Samoa (42-18). Ils perdent ensuite de peu face à l'Angleterre (27-20). Ils terminent la phase de poule par une victoire face à l'Argentine (31-25), mais ne réussissent pas à se qualifier pour la suite de la compétition.
En 1997, l'Italie remporte des victoires marquantes. En janvier, elle bat l'irlande à Lansdowne Road sur le score de 29 à 37, puis, le 22 mars 1997, elle remporte pour la première fois une rencontre contre la France (32-40), au stade Lesdiguières de Grenoble. En fin d'année, elle affronte de nouveau l'Irlande et l'emporte pour la troisième fois consécutive.
En janvier 1998, c'est l'Écosse qui tombe au Stadio Comunale di Monigo à Trévise, (25-21). La même année, l'Italie se qualifie pour la Coupe du monde 1999 en battant l'équipe des Pays-Bas (67-7). Le XV italien apprend également son intégration dans le Tournoi à partir de l'édition 2000.
À l'approche de la Coupe du monde, les Italiens perdent quasiment tous leurs matchs, subissant la plus large défaite de leur histoire, à Durban contre l'Afrique du Sud (101-0). Durant la compétition, l'Italie termine dernière de son groupe, perdant ses trois rencontres, face à l'Angleterre (67-7), les Tonga (28-25), et la Nouvelle-Zélande (101-3).

### Intégration et apprentissage du Tournoi (2000-2007)

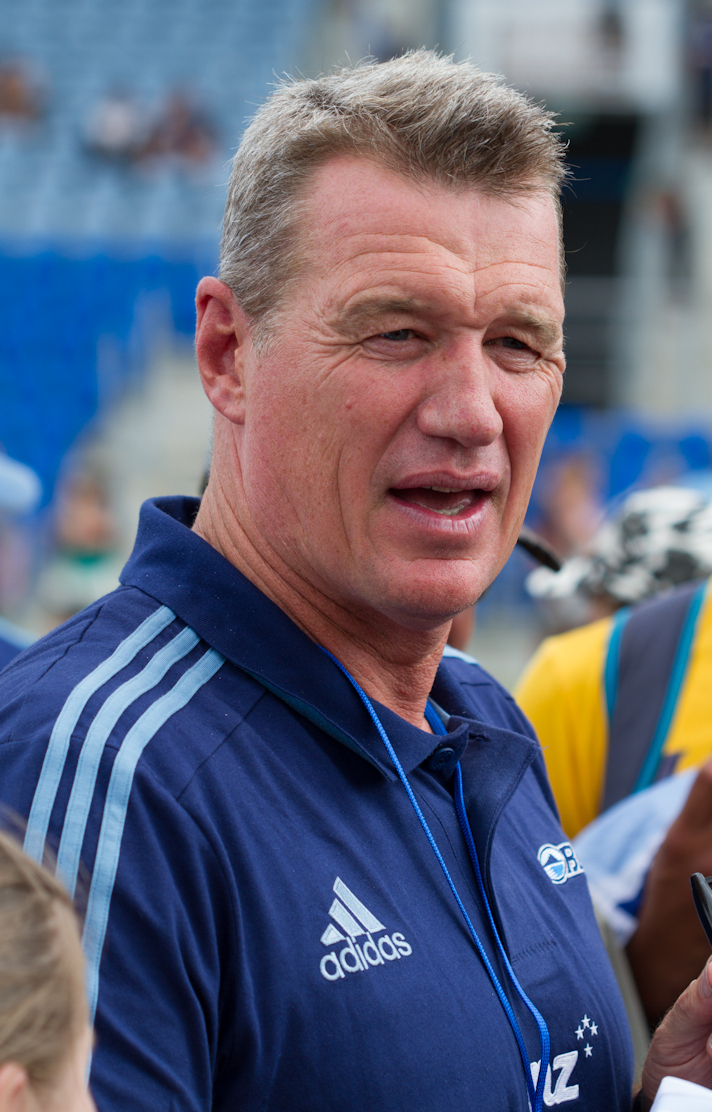
John Kirwan, entraîneur de l'Italie de 2002 à 2005.

En 2000, l'Italie rejoint le Tournoi, qui devient le Tournoi des Six Nations, avec à sa tête le Néo-Zélandais Brad Johnstone. L'équipe gagne son premier match dans cette compétition, contre l'Écosse sur le score de 34 à 20, Diego Domínguez, avec 29 points, bat le record de points pour un joueur lors d'un match du tournoi,. La suite du Tournoi est difficile pour la Squadra Azzurra, avec trois lourdes défaites, au pays de Galles (47-16), en Irlande (60-13) et contre l'Angleterre (12-59). Pour terminer, l'Italie se déplace au Stade de France et subit une courte défaite face à la France (42-31).
En 2001 les Italiens obtiennent la cuillère de bois et subissent une lourde défaite à Twickenham face à l'Angleterre (80-23).
Lors du Tournoi 2002, l'Italie perd à nouveau tous ses matchs, ce qui a pour conséquence le renvoi de l'entraîneur Brad Johnstone. Il est remplacé par un autre Néo-Zélandais, John Kirwan. Les Italiens gagnent le deuxième match de leur histoire dans un tournoi en 2003 contre le pays de Galles, (30-22). Pour la première fois, l'équipe ne termine pas à la dernière place de la compétition, et c'est le XV du Poireau qui récupère la cuillère de bois.
Les Italiens entament la Coupe du monde 2003 par une défaite face à la Nouvelle-Zélande (70-7), mais ils enchaînent ensuite deux victoires face aux Tonga (36-12) puis face au Canada (19-14). Dans le match pour la deuxième place de poule qualificative pour les quarts de finale, les Azzurri s'inclinent face aux Gallois (15-27).
En 2004, l'Italie ne remporte qu'une seule rencontre dans le Tournoi, face à l'Écosse (20-14). Lors du Tournoi 2005, l'Italie termine en dernière position avec la cuillère de bois, et John Kirwan est remplacé par les Français Pierre Berbizier et Jean-Philippe Cariat. En juin, les Italiens réalisent une tournée en Argentine où ils créent la surprise en battant les Pumas (29-30).

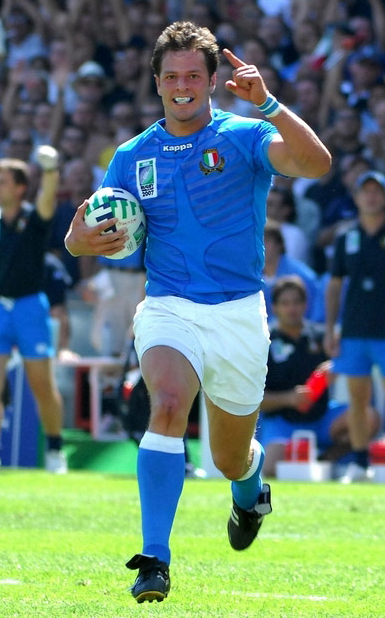
Marko Stanojevic lors de la Coupe du monde 2007.

Lors du Tournoi des Six Nations 2006, les Italiens opposent une forte résistance à leurs adversaires. Ils obtiennent un match nul contre le pays de Galles (18-18) et ne s'inclinent face à l'Écosse, par 13 à 10, qu'à cause d'une pénalité de Chris Paterson en fin de partie. Cependant ils terminent à nouveau dernier de la compétition avec un seul point.

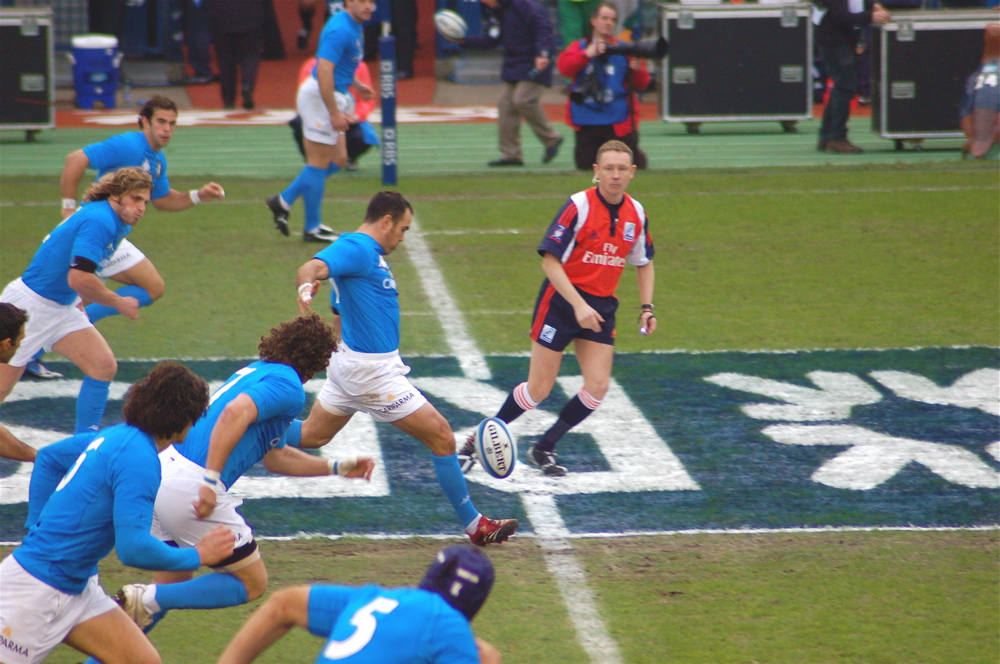
Écosse - Italie à Murrayfield, lors du Tournoi des six nations 2007.

Le début du Tournoi 2007 est dur pour l'Italie qui perd lourdement à domicile face à la France (3-39), puis s'incline à Twickenham face au XV de la rose (20-7). Se déplaçant ensuite à Murrayfield, l'Italie arrache un succès significatif face à l'Écosse (17-37), marquant trois essais transformés dans les six premières minutes de la partie, par Mauro Bergamasco, Andrea Scanavacca et Kaine Robertson. C'est la première victoire de la Squadra Azzurra à l'extérieur dans le Tournoi. Forte de ce succès, l'Italie domine ensuite le pays de Galles (23-20). Pour la première fois, l'Italie termine quatrième du Tournoi avec deux victoires.
La même année, l'Italie joue dans la poule C de la coupe du monde, où elle affronte la Nouvelle-Zélande, l'Écosse, la Roumanie et le Portugal. Pour commencer la compétition, les All Blacks écrasent les Italiens (76-14), mais les Italiens se reprennent lors des deux rencontres suivantes et s'imposent face à la Roumanie (24-18), puis face au Portugal (31-5). Pour terminer cette phase de poule, ils jouent la deuxième place face à l'Écosse, afin d'obtenir leur qualification pour les quarts de finale. Le buteur écossais Chris Paterson passe six pénalités durant la rencontre et permet au XV du chardon de l'emporter 18 à 16 et élimine l'Italie. À l'issue de la compétition, Pierre Berbizier quitte ses fonctions.

### Maintien à un niveau honorable dans le cadre du tournoi des 6 nations (2007-2015)

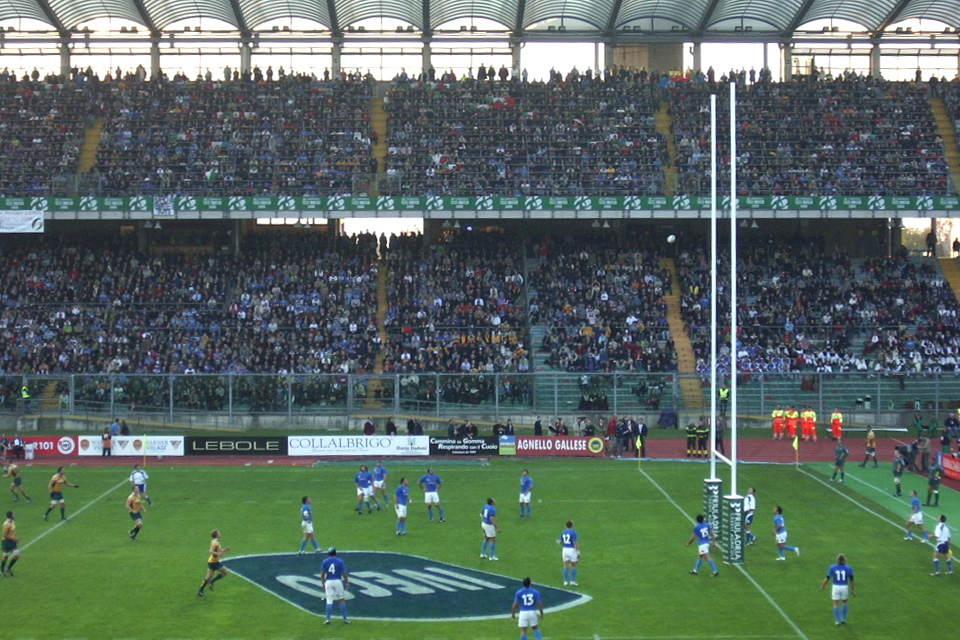
Italie - Australie à Padoue, en 2008.

Le Sud-Africain Nick Mallett est nommé à la tête de l'équipe. Lors du Tournoi 2008 l'Italie débute par une courte défaite (16-11) face à l'Irlande à Lansdowne Road, avant de s'incliner à domicile face à l'Angleterre (19-23). Les Italiens perdent ensuite lourdement face aux Gallois (47-8), puis au Stade de France face aux Bleus (25-13). Pour clore ce tournoi, ils évitent la cuillère de bois en dominant l'Écosse (23-20), victoire arrachée grâce à un drop de dernière minute d'Andrea Marcato.
Le Tournoi 2009 débute face à l'Angleterre, par le fiasco de la titularisation de Mauro Bergamasco au poste de demi de mêlée, alors qu'il est habituellement troisième ligne. Le sélectionneur le remplace à la mi-temps, mais cela ne peut éviter la défaite (11-36). Les Italiens perdent ensuite tous les autres matchs et décrochent la cuillère de bois. En 2010 les Italiens ne gagnent qu'une seule rencontre face à l'Écosse (16-12) et terminent à la dernière place.
Lors du Tournoi 2011, la sélection italienne commence par une courte défaite contre l'Irlande (11-13), avant de subir une large défaite en Angleterre (59-13) et un nouvel échec à domicile face aux Gallois (16-24). Mais le 12 mars 2011, au Stadio Flaminio, l'Italie réussit pour la première fois dans le Tournoi, à gagner contre la France (22-21). Une semaine plus tard, l'Italie chute en Écosse (21-8) et n'échappe pas à la dernière place.
Participante de la coupe du monde 2011, l'Italie est dans la poule C, en compagnie de l'Australie, de l'Irlande, des États-Unis et de Russie. Après une défaite face aux Wallabies (32-6), les Italiens dominent successivement la Russie (53-17), puis les États-Unis (27-10). Lors de la dernière rencontre, ils s'inclinent face à l'Irlande (36-6), étant une nouvelle fois dans l'impossibilité de se qualifier pour les quarts de finale.
Nick Mallett n'est pas conservé à son poste, remplacé par le Français Jacques Brunel, qui prend la tête de l'équipe le 1er novembre 2011.
Lors du Tournoi 2012, les Italiens entament la compétition par une défaite au Stade de France contre l'équipe de France (30-12). Une semaine plus tard, lors de leur premier match au Stadio Olimpico de Rome, les Azzuri livrent une prestation plus qu'honorable, inscrivant deux essais en toute fin de première mi-temps. L'Angleterre s'impose finalement 19 à 15. L'Italie s'incline ensuite deux nouvelles fois à l'extérieur, plus lourdement, en Irlande (42-10) et au pays de Galles (24-3). En clôture du Tournoi, lors du match pour la cuillère de bois, les Italiens l'emportent face à l'Écosse (13-6), s'évitant l'antitrophée qui revient aux Écossais. En juin, les Azzurri partent en tournée en Amérique ; après une défaite contre l'Argentine (37-22), ils gagnent contre le Canada (25-16) et les États-Unis (30-10). Lors des tests de novembre, ils battent les Tonga (28-23), avant une défaite logique contre la Nouvelle-Zélande (10-42). Pour leur dernier match, ils frôlent l'exploit contre l'Australie (19-22),.

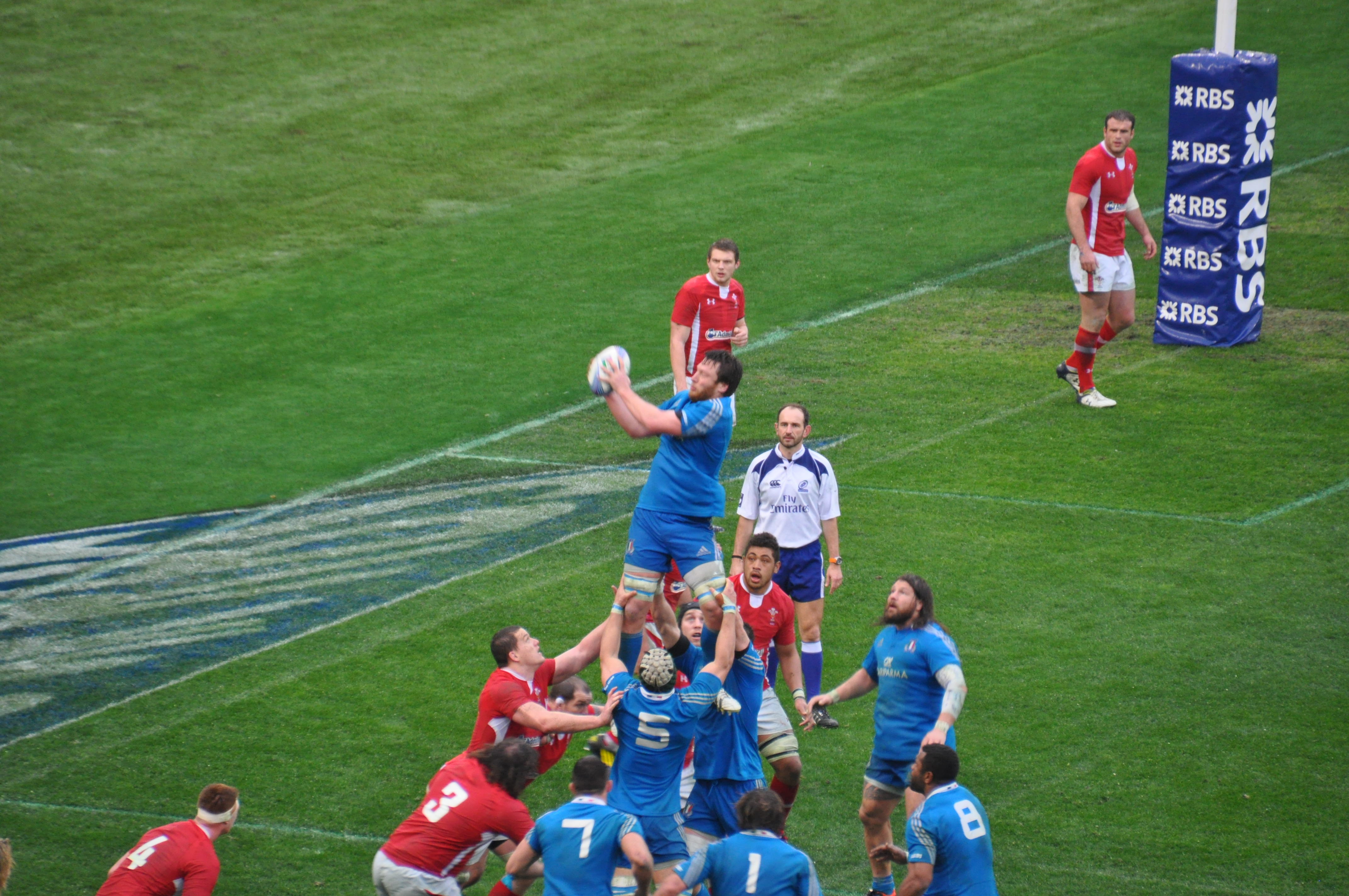
Italie - Galles, en 2013.

En 2013, Le Tournoi s'avère être une réussite pour les Italiens. Lors de la première journée, l'Italie bat à nouveau, deux ans après la victoire 22-21 à Flaminio, le XV de France (23-18). Néanmoins, la Squadra Azzura ne confirme pas par la suite, s'inclinant largement en Écosse (34-10) et face au pays de Galles (9-26). En revanche, elle se montre héroïque en Angleterre, inscrivant le seul essai du match et s'inclinant de sept points (18-11). Lors de la dernière journée, elle montre le même visage que face à la France et domine étonnamment l'Irlande, (22-15), battant le XV du Trèfle pour la première fois dans le Tournoi. C'est la deuxième fois que l'Italie remporte deux matchs dans un même tournoi, après celui de 2007. En juin, les Italiens se rendent en Afrique du Sud pour un Tournoi contre les Springboks, les Samoa et l'Écosse. Ils perdent les trois rencontres, face à l'Afrique du Sud (44-10), aux Samoa (39-10), puis face aux Écossais (30-29). Lors de la tournée d'automne, les Italiens sont dominés par les Australiens (20-50), avant de s'imposer face aux Fidji (37-31), dans une rencontre marquée par la centième sélection du capitaine Sergio Parisse (auteur d'un essai) et du pilier Martin Castrogiovanni. Ils terminent leur tournée par une défaite face à l'Argentine (14-19). C'est également la dernière rencontre jouée par Les Azzurri au stade Flaminio de Rome. Des travaux de mise aux normes et d'agrandissement de ce stade ont été exigés par l'IRB. Et vu les difficultés rencontrées pour effectuer la rénovation, la FIR décide que l'équipe nationale joue ses rencontres au stade olympique et abandonne ses droits sur le stade Flaminio à la Fédération italienne de football.

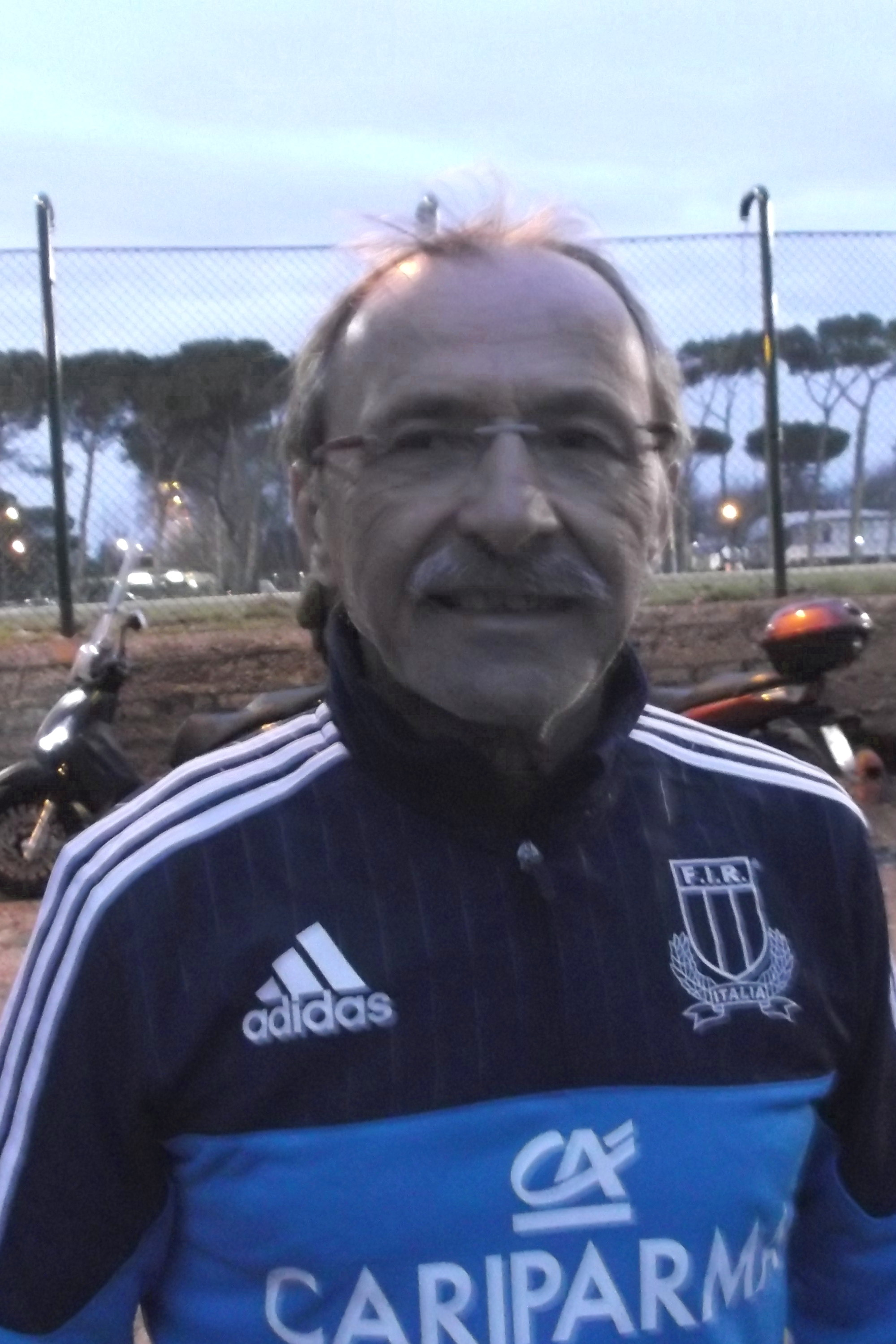
Jacques Brunel, sélectionneur de l'Italie de 2011 à 2016.

Lors du Tournoi 2014, après une défaite honorable au pays de Galles (23-15), l'Italie perd plus lourdement en France (30-10). Le troisième match contre l'Écosse s'avère être la finale des perdants avant l'heure et le match pour la cuillère de bois. Menant de dix points à la pause, l'Italie se relâche en seconde période et s'incline à la dernière minute (20-21), à la suite d'un drop de Duncan Weir. Dès lors, la cuillère de bois semble promise aux Italiens, qu'elle décroche pour la cinquième fois en quinze participations au Tournoi, après deux débâcles en Irlande et contre l'Angleterre, respectivement 46 à 7 et 11 à 52.
En juin, après ce tournoi désastreux, l'équipe va concéder trois nouvelles défaites. Elle perd d'abord à Suva, face aux Fidji (25-14). La semaine suivante, les Azzurri sont incapables d'inscrire le moindre point à Apia face aux Samoa, s'inclinant 15-0. Ils terminent leur tournée à Tokyo, où ils concèdent leur première défaite de leur histoire face au Japon (26-23). En novembre, l'Italie met un terme à une série de neuf défaites de suite en s'imposant face aux Samoa (24-13), mais elle s'incline 20-18 contre l'Argentine et 22-6 contre l'Afrique du Sud.
L'Italie commence le Tournoi 2015 face à l'Irlande. Après avoir tenu tête au XV du Trèfle pendant une heure, elle s'incline finalement 26 à 3. Une semaine plus tard à Twickenham, malgré une large défaite face aux Anglais (47-17), les Italiens inscrivent trois essais. C'est en Écosse que l'Italie arrache un succès inespéré dans les derniers instants (19-22), grâce à un essai de pénalité en toute fin de rencontre, et un autre essai (de Giovanbattista Venditti) consécutif à une pénalité manquée par Kelly Haimona. Si en 2014, l'Écosse avait battu l'Italie à Rome dans les derniers instants, c'est bien l'Italie qui bat l'Écosse à Édimbourg en 2015 à la dernière minute, se mettant à l'abri de la cuillère de bois. Mais quinze jours plus tard, l'Italie ne rivalise absolument pas avec le XV de France, et s'incline sans marquer le moindre point (29-0). Pour le dernier match, si les Azzuri livrent une première mi-temps assez convaincante contre le pays de Galles (menés 13-14 à la mi-temps), ils explosent en plein vol en seconde période, s'inclinant finalement sur le score sévère de 61 à 20.

### Traversée du désert et années noires (2015-2021)
La victoire contre l'Écosse fut la dernière dans le Tournoi des Six Nations jusqu'au match contre le Pays de Galles en 2022. L'accumulation des contre-performances font que plusieurs spécialistes et commentateurs protestent contre la présence de l'Italie dans le tournoi et souhaitent son remplacement par la Géorgie ou l'Afrique du Sud,.
Lors de la Coupe du monde, l'Italie présente dans la poule D, perd sa première rencontre à Twickenham face à la France (32-10), avant de l'emporter difficilement contre le Canada (23-18). Lors de son troisième match, elle s'incline de peu face à l'Irlande (16-9). Malgré une victoire avec le bonus offensif face à la Roumanie (32-22), l'Italie quitte une nouvelle fois la coupe du monde en phase de poules.
En 2016, lors de l'entame du Tournoi, l'Italie est proche de battre la France au Stade de France, s'inclinant de peu (23-21), Parisse manquant le drop de la gagne à la dernière minute. Lors du deuxième match à domicile, après avoir fait jeu égal face aux Anglais lors de la première mi-temps, les Italiens s'inclinent 9 à 40. Par la suite, Ils perdent à nouveau à Rome face au XV du Chardon (20-36), avant de subir deux revers cinglants en Irlande (58-15), puis au pays de Galles (67-14), récoltant une nouvelle fois la cuillère de bois. À l'issue de la compétition Jacques Brunel quitte ses fonctions de sélectionneur afin de devenir entraîneur des avants à l'Union Bordeaux Bègles. C'est l'Irlandais Conor O'Shea qui le remplace à la tête de la Squadra azzurra.
En juin, l'Italie effectue avec son nouveau sélectionneur, une tournée en Amérique du Nord. Elle s'impose à San José face aux États-Unis (20-24), puis à Toronto face au Canada (18-20). En novembre, lors de la tournée européenne des équipes de l’hémisphère sud, elle chute lourdement face à la Nouvelle-Zélande (10-68), puis remporte un succès historique contre l'Afrique du sud (20-18) et s'incline à nouveau face aux Tonga (17-19).
Le 17 novembre 2019, Conor O'Shea met un terme prématuré avec six mois d'avance à son rôle de sélectionneur de l'Équipe d'Italie de rugby à XV . Le 21 novembre 2019, l'entraîneur sud-africain Franco Smith est nommé par la Fédération Italienne de Rugby en tant que sélectionneur national par intérim. Le 1er juin 2020, Franco Smith est appointé par la Fédération Italienne pour être le sélectionneur national de l'Équipe d'Italie de rugby à XV jusqu'en 2023. Le 19 mai 2021, suites aux mauvais résultats de l'équipe dans le Tournoi 2021, la Fédération Italienne annonce la nomination de Kieran Crowley au poste de sélectionneur national, sélection dont il prend la tête à partir du 1er juillet 2021. Franco Smith est de son côté appointé Directeur du rugby de haut niveau à la Fédération Italienne.

### Renouveau et amélioration des résultats (2022-)
L'Italie met un terme à une série de 36 défaites consécutives à l'occasion du Tournoi des Six Nations 2022 en s'imposant à la dernière journée sur la pelouse du Pays de Galles (22-21), grâce à un essai inscrit en toute fin de rencontre par Edoardo Padovani et transformé par Paolo Garbisi, ce qui constitue sa première victoire dans la compétition depuis 2015. En outre, il s'agit de son 3e succès face au XV du Poireau, le premier de son histoire au Millennium Stadium, ainsi que son 3e succès à l'extérieur dans le cadre du tournoi.
Lors de leur tournée d'été, les Italiens battent à domicile le Portugal (31-38), puis la Roumanie (13-45). Toutefois, ils terminent leur tournée par une défaite face à la Géorgie (28-19).

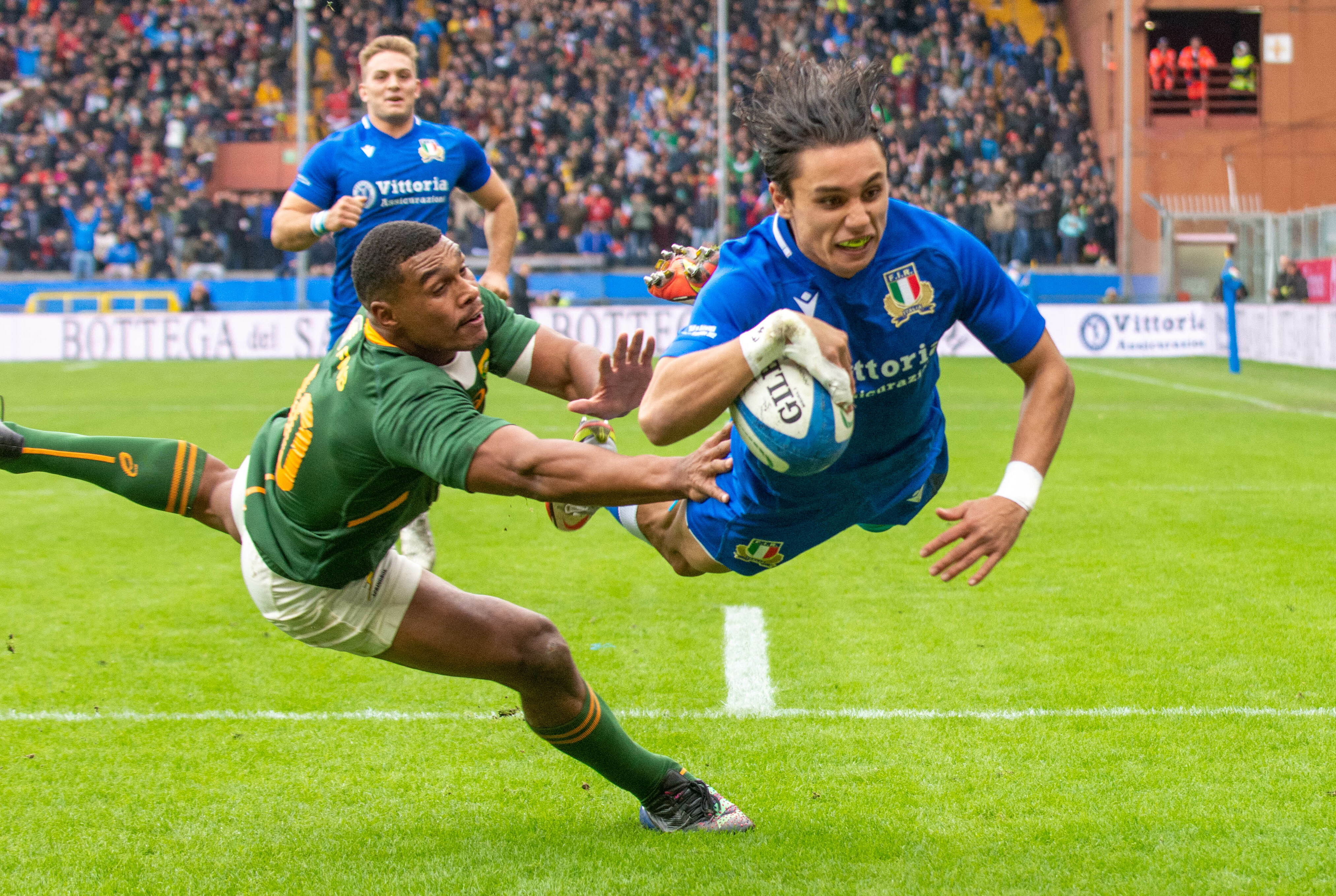
Ange Capuozzo élu révélation de l'année 2022 aux prix World Rugby.

Lors de la série des tests matchs de novembre 2022, l'équipe de Crowley surprend. Le 5 novembre, ils dominent largement les Samoa (49-17). Mais, surtout, l'Italie remporte une semaine plus tard une victoire historique contre l'Australie, 28 à 27, une première dans son histoire. Malgré 14 points perdus au pied (quatre pénalités et une transformation ratées), les Italiens prennent le dessus sur une équipe australienne remaniée et sans plusieurs de ses joueurs titulaires. Ange Capuozzo notamment inscrit deux essais.
Au cours de la coupe du monde 2023 en France, l'Italie prend place dans le groupe A. Si l'équipe réalise de bonnes performances face à la Namibie (52-8) et face à l'Uruguay (38-17), elle s'effondre face aux All Blacks au terme d'un match très compliqué débouchant sur un score de 96 à 17 en faveur des Néo-Zélandais. La semaine suivante l'Italie perd à nouveau face au XV de France, cette fois-ci sur le score de 60 à 7. Une fois de plus l'équipe termine troisième de son groupe et est éliminée dès la phase de poule. Le contrat de Kieran Crowley n'est pas prolongé et c'est Gonzalo Quesada qui devient sélectionneur.
Lors du Tournoi des Six Nations 2024, l'Italie réalise de belles performances en créant l'exploit face au XV de France qu'elle accroche à l'extérieur (13-13) lors de la 3e journée, manquant de justesse de l'emporter avec une pénalité de Paolo Garbisi qui a heurté le poteau après une glissade accidentelle du ballon face à des Tricolores en infériorité numérique pendant l'ensemble de la 2e période, tandis qu'à l'occasion de la journée suivante, elle s'impose à domicile face à l'Écosse (31-29) au cours d'une 2e mi-temps parfaitement abordée. La Squadra Azzurra signe à cette occasion sa première victoire face au XV du Chardon 9 ans après son dernier succès contre cet adversaire et 12 ans après sa dernière victoire sur le sol italien contre les Britanniques ; en outre elle signe sa meilleure performance dans le tournoi depuis 2013 (où elle avait remporté 2 matchs, contre les Français puis les Irlandais). Des exploits d'autant plus retentissants que l'Italie avait été laminée par la France lors de la dernière Coupe du monde et qu'elle avait manqué de peu de battre l'Angleterre lors du premier match (défaite 24-27 à Rome). L'Italie parachève son tournoi avec une victoire sur le fil décrochée, comme deux ans auparavant, sur la pelouse du pays de Galles (24-21), et évite pour la première fois depuis 2015 la dernière place aux dépens de sa victime du jour qui hérite de la cuillère de bois. En outre, ce succès représente la 4e victoire des Italiens à l'extérieur dans l'histoire de la compétition, la 2e fois au Millennium Stadium de Cardiff mais permet surtout aux hommes de Gonzalo Quesada d'obtenir leur meilleur résultat depuis l'intégration de l'Italie 24 ans plus tôt (2 victoires et un match nul pour seulement 2 défaites).
Le Tournoi des Six Nations 2025 est plus compliqué pour l'Italie qui ne remporte qu'un match, à domicile face au pays de Galles (22-15), pour 4 défaites dont une très lourde à domicile face à la France vainqueur de la compétition (24-73), la plus lourde défaite de son histoire à domicile face aux Bleus. Néanmoins, la victoire acquise à domicile contre le XV du Poireau permet à la Squadra Azzurra d'éviter pour la 2e année consécutive la dernière place au classement ainsi que la cuillère de bois, au détriment des Gallois.

## Palmarès
- Championnat européen des nations :
  - Vainqueur : 1995-1997, 1997-1998.
- Trophée Giuseppe-Garibaldi :
  - Vainqueur : 2011, 2013.
- Cuttitta Cup :
  - Vainqueur : 2024.

### Coupe du monde

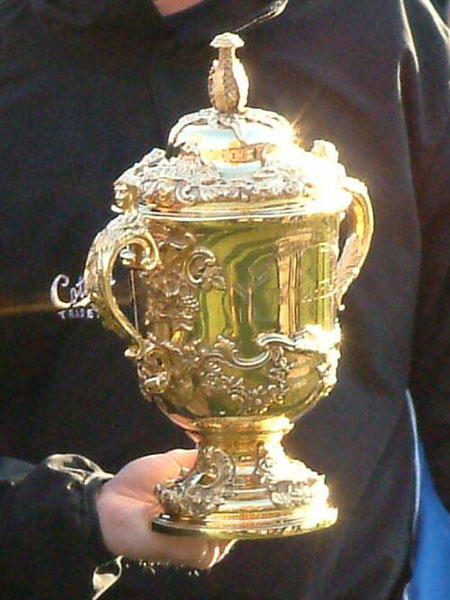
Coupe Webb Ellis.

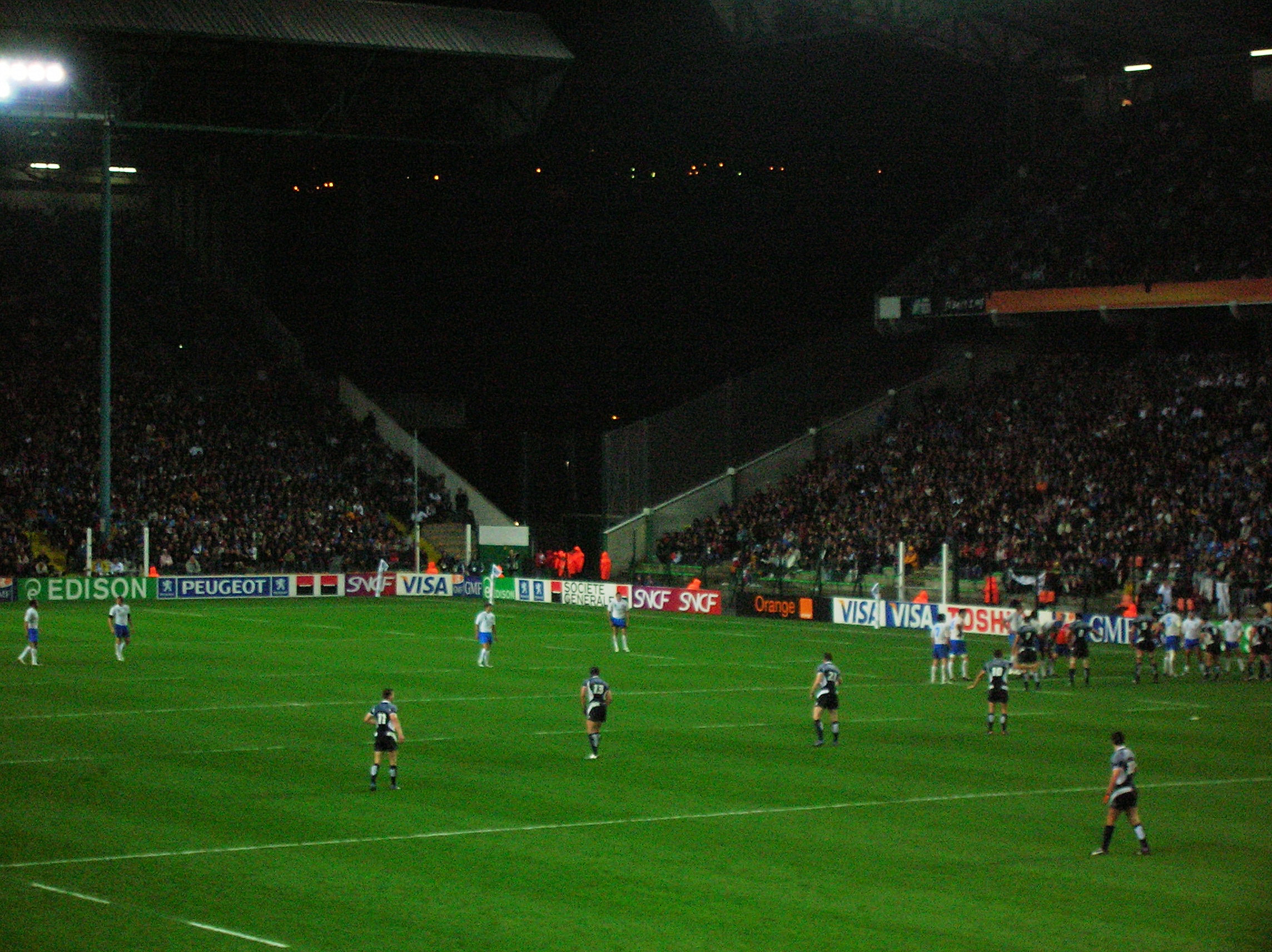
Écosse - Italie à Saint-Étienne lors de la Coupe du monde 2007.

| Édition | Organisateur                 | Place            | Commentaire         |
| ------- | ---------------------------- | ---------------- | ------------------- |
| 1987    | Nouvelle-Zélande & Australie | 3e de la poule C | voir Italie CM 1987 |
| 1991    | Angleterre                   | 3e de la poule A | voir Italie CM 1991 |
| 1995    | Afrique du Sud               | 3e de la poule B | voir Italie CM 1995 |
| 1999    | Pays de Galles               | 4e de la poule B | voir Italie CM 1999 |
| 2003    | Australie                    | 3e de la poule D | voir Italie CM 2003 |
| 2007    | France                       | 3e de la poule C | voir Italie CM 2007 |
| 2011    | Nouvelle-Zélande             | 3e de la poule C | voir Italie CM 2011 |
| 2015    | Angleterre                   | 3e de la poule D | voir Italie CM 2015 |
| 2019    | Japon                        | 3e de la poule B | voir Italie CM 2019 |
| 2023    | France                       | 3e de la poule A |                     |

### Tournoi des Six Nations
| Nations        | Tournois disputés | victoires | dont victoires seule | dont Grands Chelems |
| -------------- | ----------------- | --------- | -------------------- | ------------------- |
| Angleterre     | 128               | 39        | 29                   | 13                  |
| Pays de Galles | 130               | 39        | 28                   | 012                 |
| France         | 95                | 27        | 19                   | 10                  |
| Irlande        | 130               | 24        | 16                   | 4                   |
| Écosse         | 130               | 22        | 14                   | 3                   |
| Italie         | 23                | 0         | 0                    | 0                   |

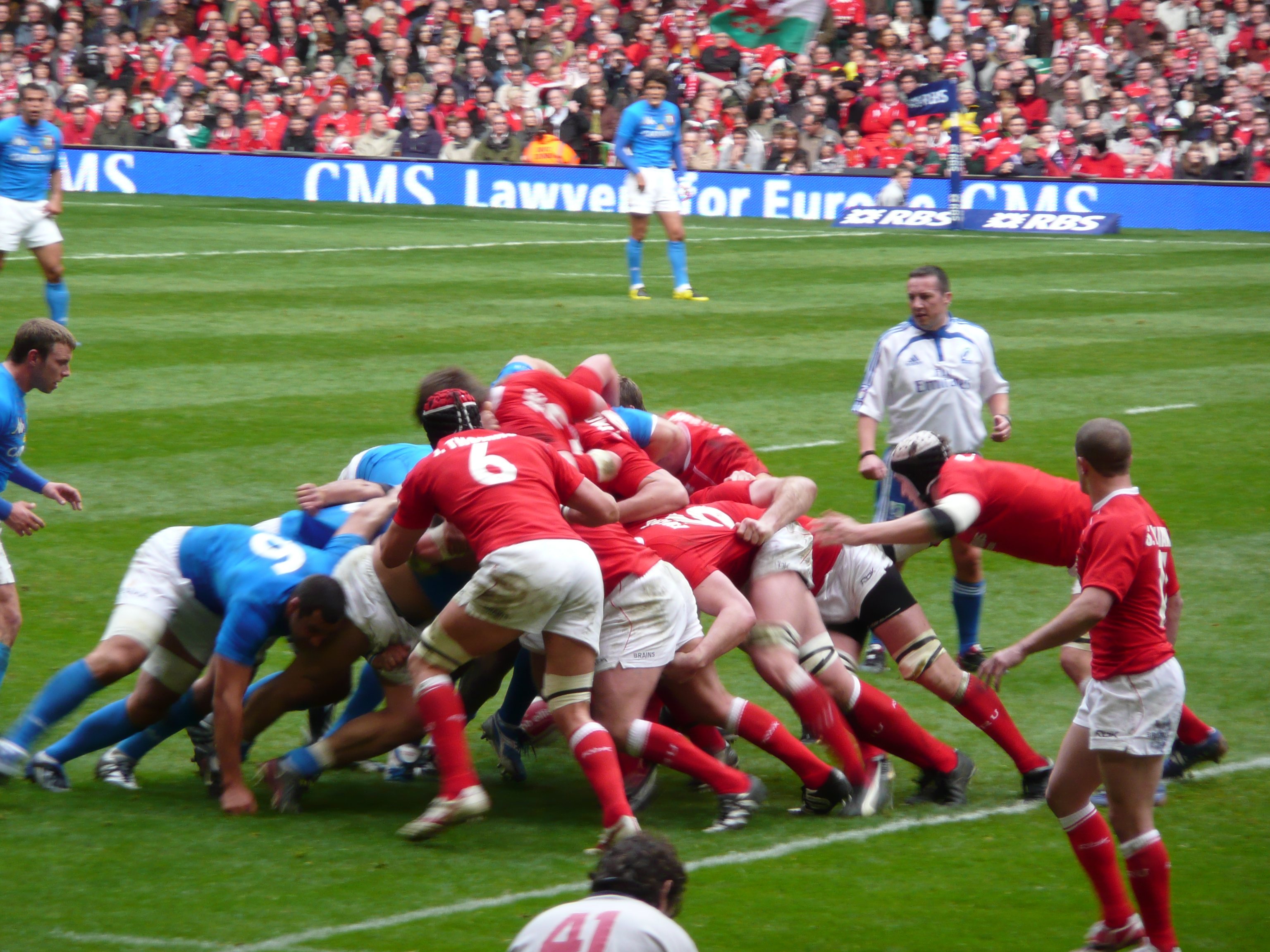
Galles - Italie en 2008.

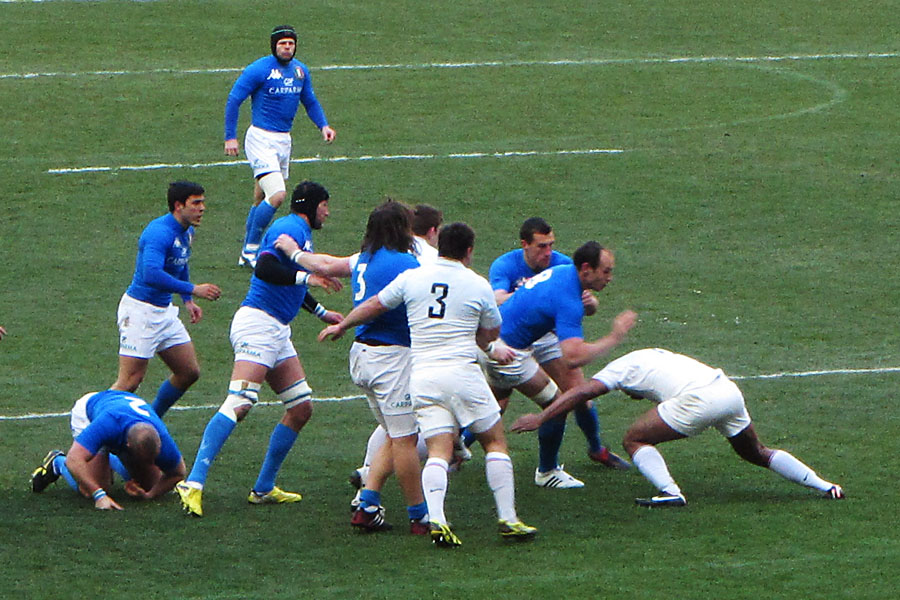
France - Italie en 2012.

L'Italie a intégré le Tournoi lors de l'édition 2000. Elle n'a jamais remporté la compétition et son palmarès est de 16 rencontres gagnées et 2 matchs nuls pour 112 défaites.
- Cuillère de bois (12) : 2001, 2002, 2005, 2009, 2014, 2016, 2017, 2018, 2019, 2020, 2021, 2023.
- Meilleur classement : 4e en 2007 et en 2013.
- Depuis 2007, le Trophée Giuseppe Garibaldi est attribué annuellement au vainqueur du match France-Italie dans le Tournoi[123].
- Depuis 2022, la Cuttitta Cup est attribuée annuellement au vainqueur du match Italie-Écosse dans le Tournoi.

### Statistiques des rencontres
Le tableau suivant dresse le bilan des matchs contre tous les adversaires de l'équipe d'Italie, il est mis à jour au 16 mars 2025.
| Adversaires                           | Matches | Victoires    | Nuls       | Défaites     | Points marqués | Points encaissés |
| ------------------------------------- | ------- | ------------ | ---------- | ------------ | -------------- | ---------------- |
| Afrique du Sud                        | 18      | 1            | 0          | 17           | 219            | 851              |
| Allemagne                             | 20      | 15           | 1          | 4            | 253            | 123              |
| Angleterre                            | 32      | 0            | 0          | 32           | 404            | 1271             |
| Angleterre XV                         | 2       | 1            | 0          | 1            | 15             | 15               |
| Angleterre A                          | 1       | 0            | 1          | 0            | 9              | 21               |
| Angleterre -23                        | 3       | 1            | 1          | 1            | 31             | 42               |
| Argentine                             | 24      | 5            | 1          | 18           | 417            | 644              |
| Australie                             | 20      | 1            | 0          | 18           | 279            | 658              |
| Australie XV                          | 2       | 0            | 0          | 2            | 36             | 75               |
| Belgique                              | 2       | 2            | 0          | 0            | 75             | 0                |
| Bulgarie                              | 1       | 1            | 0          | 0            | 17             | 0                |
| Canada                                | 10      | 8            | 0          | 2            | 294            | 135              |
| Catalogne                             | 2       | 1            | 1          | 0            | 10             | 8                |
| Croatie                               | 2       | 2            | 0          | 0            | 115            | 40               |
| Danemark                              | 1       | 1            | 0          | 0            | 102            | 3                |
| Écosse                                | 38      | 9            | 0          | 29           | 638            | 990              |
| Écosse A                              | 3       | 1            | 0          | 2            | 51             | 55               |
| Espagne                               | 27      | 23           | 1          | 3            | 581            | 187              |
| États-Unis                            | 5       | 5            | 0          | 0            | 154            | 74               |
| Fidji                                 | 12      | 6            | 0          | 6            | 282            | 275              |
| France                                | 50      | 3            | 1          | 46           | 596            | 1601             |
| France XV                             | 1       | 0            | 0          | 1            | 24             | 49               |
| France A                              | 10      | 0            | 0          | 10           | 80             | 262              |
| France A1                             | 19      | 1            | 1          | 17           | 185            | 440              |
| France Espoirs                        | 1       | 0            | 0          | 1            | 18             | 21               |
| Géorgie                               | 4       | 3            | 0          | 1            | 98             | 84               |
| Îles Cook                             | 1       | 0            | 0          | 1            | 6              | 15               |
| Irlande                               | 37      | 4            | 0          | 33           | 557            | 1352             |
| Japon                                 | 10      | 8            | 0          | 2            | 325            | 181              |
| Léopards                              | 2       | 2            | 0          | 0            | 49             | 14               |
| Madagascar                            | 2       | 2            | 0          | 0            | 26             | 15               |
| Maroc                                 | 8       | 6            | 0          | 2            | 184            | 52               |
| Namibie                               | 6       | 4            | 0          | 2            | 247            | 110              |
| Nouvelle-Zélande                      | 17      | 0            | 0          | 17           | 168            | 992              |
| Nouvelle-Zélande juniors              | 1       | 0            | 0          | 1            | 13             | 30               |
| Nouvelle-Zélande XV                   | 1       | 0            | 0          | 1            | 12             | 18               |
| Pays-Bas                              | 4       | 4            | 0          | 0            | 178            | 27               |
| Pays de Galles                        | 34      | 5            | 1          | 28           | 546            | 1126             |
| Pacific Islanders                     | 1       | 0            | 0          | 1            | 17             | 25               |
| Pologne                               | 7       | 6            | 0          | 1            | 165            | 49               |
| Portugal                              | 13      | 11           | 1          | 1            | 371            | 102              |
| Rhodésie                              | 1       | 0            | 0          | 1            | 4              | 42               |
| Roumanie                              | 44      | 25           | 3          | 16           | 711            | 654              |
| Russie                                | 5       | 5            | 0          | 0            | 283            | 76               |
| Samoa                                 | 9       | 3            | 0          | 6            | 183            | 225              |
| Tchécoslovaquie et République tchèque | 12      | 10           | 1          | 1            | 266            | 62               |
| Tonga                                 | 6       | 4            | 0          | 2            | 190            | 96               |
| Tunisie                               | 3       | 3            | 0          | 0            | 60             | 19               |
| URSS                                  | 14      | 4            | 1          | 9            | 171            | 165              |
| Uruguay                               | 5       | 5            | 0          | 0            | 147            | 52               |
| Yougoslavie                           | 3       | 3            | 0          | 0            | 60             | 22               |
| Zimbabwe                              | 3       | 3            | 0          | 0            | 70             | 25               |
| Total                                 | 566     | 205 (36,21%) | 15 (2,65%) | 346 (61,13%) | 10057          | 13664            |

## Tenue, emblèmes, symboles

### Tenue vestimentaire
L'équipe d'Italie ne joue pas aux couleurs du drapeau national, mais en bleu, en hommage à la famille royale issue de la maison de Savoie. En cas de conflit de couleurs, elle joue en blanc.
| Période   | Équipementiers | Sponsors maillot     |
| --------- | -------------- | -------------------- |
| 2000-2007 | Kappa          | -                    |
| 2007-2012 | Kappa          | Cariparma            |
| 2012-2017 | Adidas         | Cariparma            |
| 2017-2023 | Macron         | Cariparma            |
| 2023-     | Macron         | Vittoria Assicuranze |

### Hymne et emblème

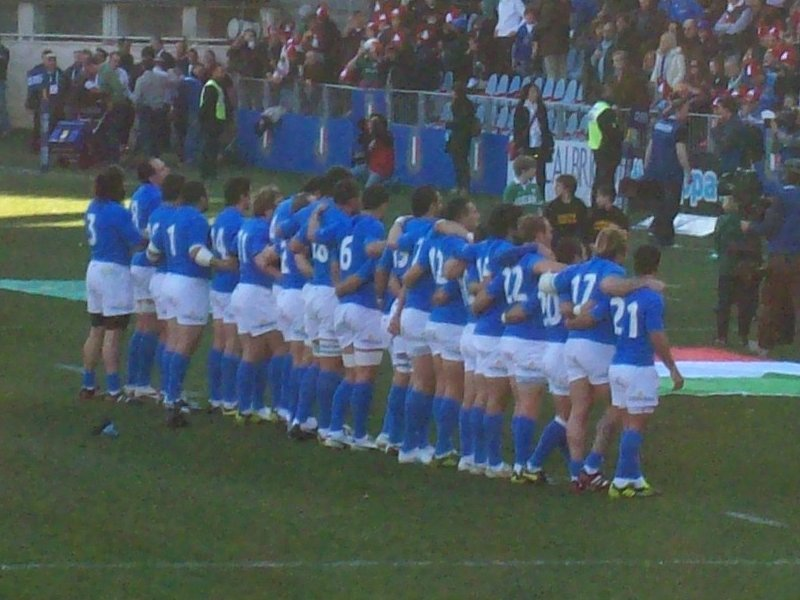
L'équipe d'Italie pendant l'hymne national.

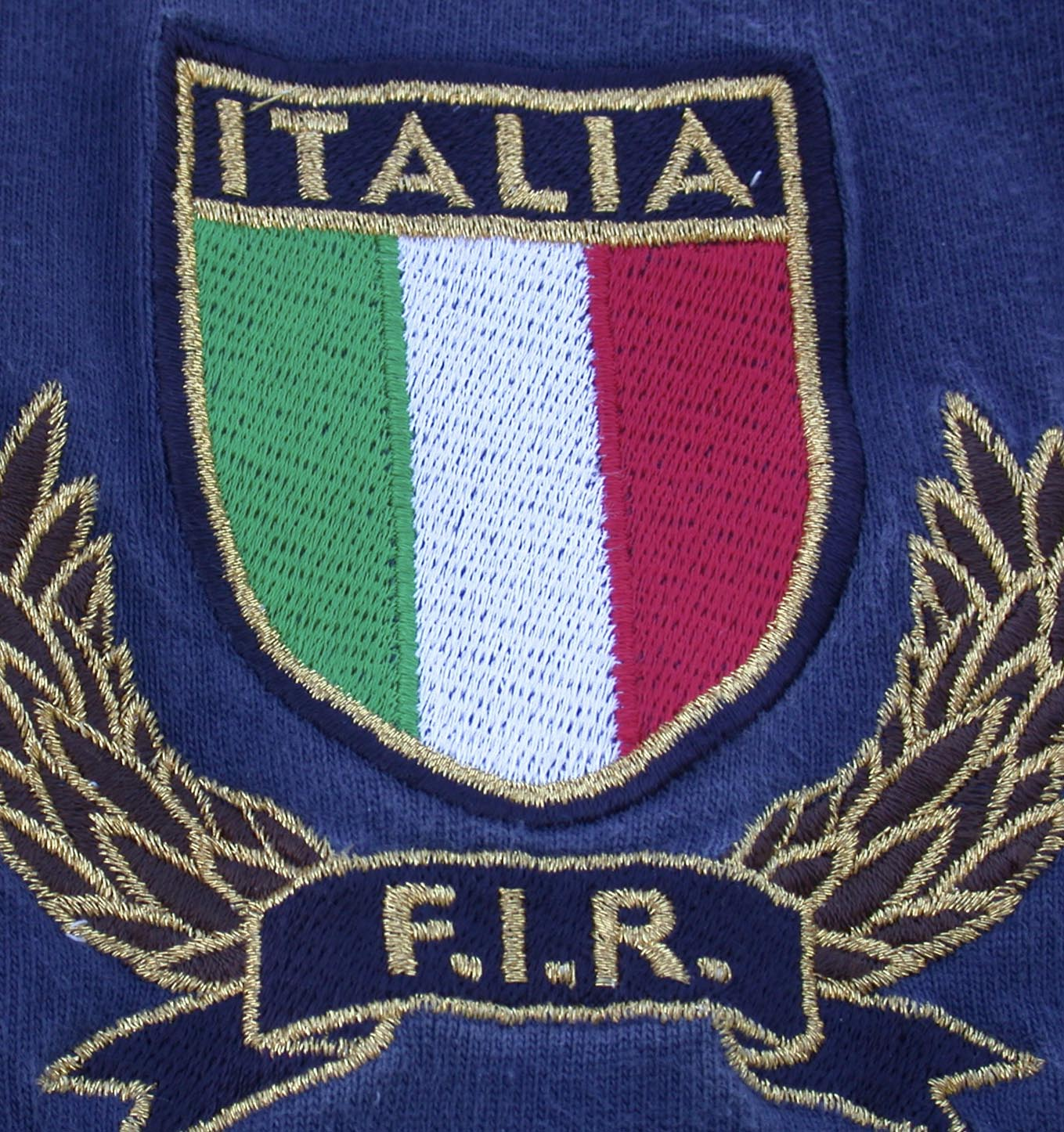
Emblème actuel de l'équipe d'Italie.

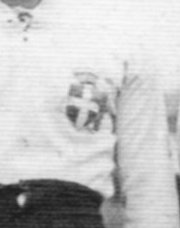
Premier emblème de l'équipe d'Italie.

Des débuts de l'équipe d'Italie de rugby jusqu'à la Seconde Guerre mondiale, l'emblème sur le maillot venait du blason de la maison de Savoie.
Aujourd'hui, le symbole de l'Italie est un écusson rappelant le drapeau italien (vert, blanc, rouge), entouré de feuilles de lauriers, qui symbolisent la grandeur de l'histoire romaine et les victoires de Jules César dans l'Antiquité. La couronne de lauriers était portée par les empereurs romains. Elle était aussi octroyée aux généraux en récompense de victoires militaires.

## Stades
La première rencontre internationale a lieu le 29 mai 1930 à l'Arena Civica située à Milan, contre l'Espagne. Ce stade sera quasiment l'unique utilisé par l'équipe nationale jusqu'à la Seconde Guerre mondiale. Ensuite, les Italiens vont aussi affronter leurs adversaires sur les différents stades de rugby du pays, à savoir le Stadio Flaminio à Rome, le Stadio Plebiscito à Padoue, le Stadio Comunale di Monigo à Trévise, le stade Tommaso-Fattori à L'Aquila et le stade Mario-Battaglini à Rovigo.
Admise dans le Tournoi des 6 nations 2000, la sélection italienne va jouer dans le stade Flaminio, basé dans le quartier Parioli, à Rome. Depuis l'édition 2012, après des demandes vaines de travaux et de modernisation du stade Flaminio de la part de la FIR, c'est le stade olympique qui est devenu le stade principal.
| Stadio Flaminio Capacité : 30 000 | Stadio Olimpico Capacité : 72 698 |
| Stade Flaminio                    | Stade olympique                   |

## Composition du XV italien

### Joueurs

#### Provenance des joueurs
À l'époque de la première édition du championnat d'Italie en 1928-29, tous les joueurs internationaux italiens y jouent. Les premiers clubs sont Amatori Milan, Rugby Brescia, la SS Lazio, le Rugby Rome et le Rugby Bologne. Puis viennent s'ajouter après-guerre, les clubs vénitiens, à savoir Rugby Rovigo, Benetton Trévise et Petrarca Padoue. Dans les années 1950, Sergio Lanfranchi fait partie des premiers joueurs à s'expatrier et s'engage avec le FC Grenoble, devenant champion de France lors de la saison 1953-1954. Dans les années 1960, Francesco Zani remporte trois titres du championnat de France avec le SU Agen. À partir des années 1990, les meilleurs joueurs italiens évoluent à l'étranger, comme Diego Domínguez au Stade français, et Alessandro Troncon au ASM Clermont. Dans les années 2000, l'exode s'accentue vers la France et l'Angleterre, et afin de garder les joueurs internationaux en Italie, deux clubs (Benetton Trèvise et Aironi Rugby) intègrent la Celtic League en 2010, afin d'affronter les clubs Irlandais, Gallois et Écossais. En 2012, Zebre remplace Aironi Rugby qui disparaît. Cependant à l'issue de la saison 2014-2015, les clubs italiens sont menacés d'être exclus à cause d'importants problèmes financiers.
La plupart des joueurs internationaux actuels nés en Italie, sont originaires de la région de Vénétie (entre autres : Marco Bortolami, Mauro Bergamasco, Michele Campagnaro, Alberto De Marchi, Leonardo Ghiraldini, Leonardo Sarto, Alessandro Zanni). Depuis les années 1990, afin de faire progresser la Squadra Azzurra dans la hiérarchie mondiale du rugby, un certain nombre de joueurs venant d'Argentine, d'Australie, d'Afrique du Sud et de Nouvelle-Zélande ont incorporé l'effectif. Plusieurs d'entre eux porteront le maillot italien alors qu'ils n'étaient pas sélectionnables, le cas le plus emblématique étant celui de Martin Castrogiovanni.

#### Joueurs emblématiques
La liste suivante est limitée à des joueurs qui ont au moins 60 sélections en équipe d'Italie, plus quelques personnalités marquantes (capitaines de l'équipe d'Italie, joueurs comptant moins de sélections mais ayant évolué à une époque où il y avait moins de matchs internationaux).
Avants :
- Mauro Bergamasco
- Marco Bortolami
- Martín Castrogiovanni
- Carlo Checchinato
- Massimo Cuttitta
- Santiago Dellapè
- Quintin Geldenhuys
- Leonardo Ghiraldini
- Massimo Giovanelli
- Sergio Lanfranchi
- Andrea Lo Cicero
- Fabio Ongaro
- Sergio Parisse
- Salvatore Perugini
- Alessandro Zanni

Demis :
- Tommaso Allan
- Stefano Bettarello
- Diego Domínguez
- Edoardo Gori
- Alessandro Troncon

Arrières :
- Mirco Bergamasco
- Tommaso Benvenuti
- Gonzalo Canale
- Marcello Cuttitta
- Serafino Ghizzoni
- Andrea Masi
- Luke McLean
- Alessandro Stoica
- Paolo Vaccari

#### Records
(décembre 2024).
- Si vous ne connaissez pas le sujet, laissez ce bandeau (vous pouvez alors contacter les auteurs).
- Si vous supprimez le contenu mis en cause (vous pouvez préalablement contacter les auteurs),

argumentez précisément cette suppression dans la page de discussion
(un manque de référence n'est pas un argument ; une recherche réelle de référence doit avoir été effectuée, être formellement documentée).

##### Record de sélections

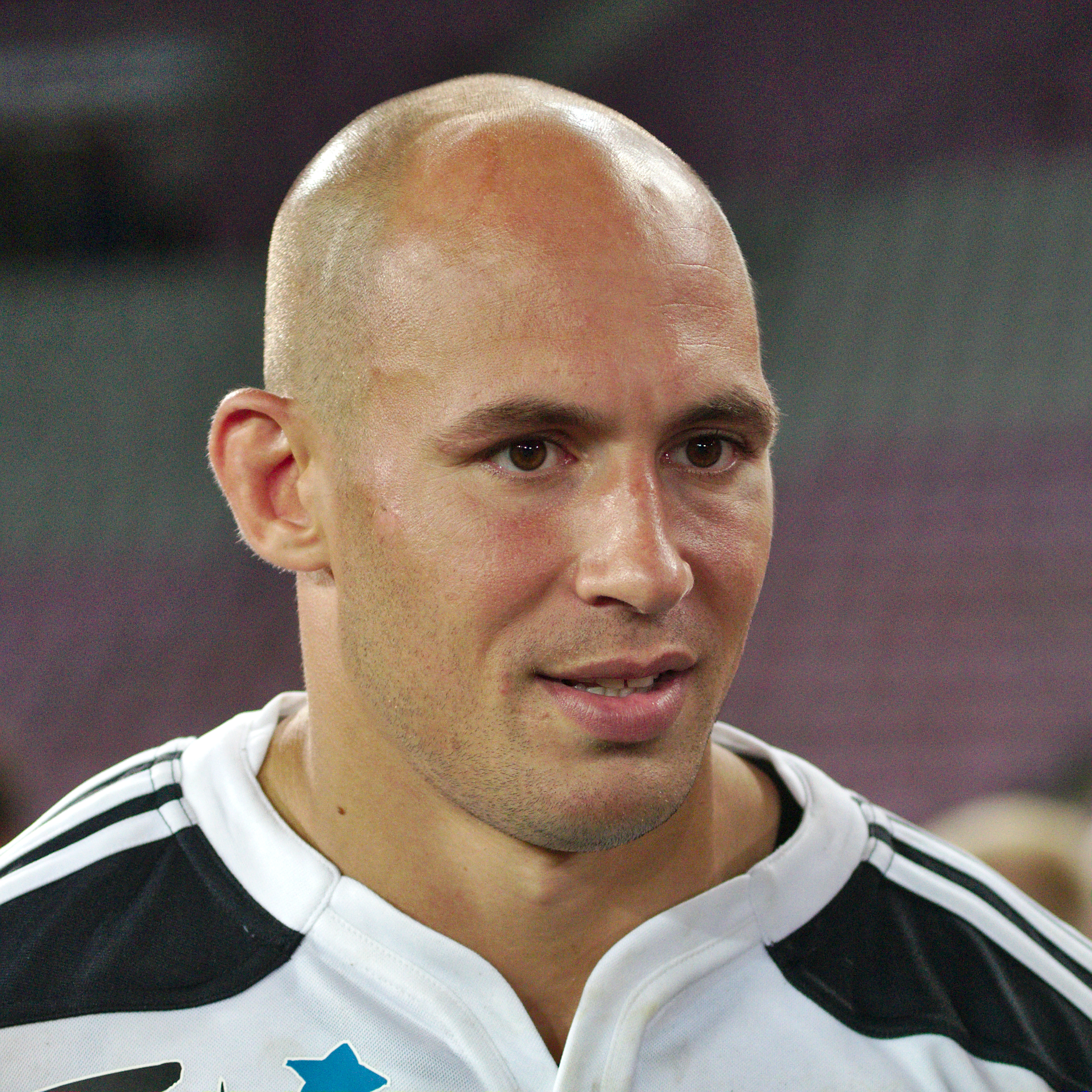
Sergio Parisse.

Le demi de mêlée, Alessandro Troncon devient le premier joueur italien à franchir la barre des 100 sélections, lors d'une rencontre face au Portugal lors de la Coupe du monde 2007. Andrea Lo Cicero rejoint Troncon lors du Tournoi des six nations 2013 face au pays de Galles, avant de porter le record à 103 sélections. Le pilier, Martin Castrogiovanni et le troisième ligne centre, Sergio Parisse deviennent codétenteurs du record en 2014 face à l'Écosse. Parisse est désormais seul détenteur du record avec 142 sélections.
Il faut noter qu'un classement par nombre de sélections ne dépend pas que de la qualité du joueur mais aussi du nombre de rencontres internationales. La naissance de la coupe du monde en 1987, la périodicité désormais biannuelle des tournées et l'intégration au tournoi influent sur ce classement et doivent donc être rappelés.
| #  | Joueur                | Parcours en équipe nationale | Nombre de sélections |
| -- | --------------------- | ---------------------------- | -------------------- |
| 1  | Sergio Parisse        | 2002-2019                    | 142                  |
| 2  | Martin Castrogiovanni | 2002-2016                    | 119                  |
| -  | Alessandro Zanni      | 2005-2020                    | 119                  |
| 4  | Marco Bortolami       | 2001-2015                    | 112                  |
| 5  | Leonardo Ghiraldini   | 2006-2019                    | 107                  |
| 6  | Mauro Bergamasco      | 1998-2015                    | 106                  |
| 7  | Andrea Lo Cicero      | 2000-2013                    | 103                  |
| 8  | Alessandro Troncon    | 1994-2007                    | 102                  |
| 9  | Andrea Masi           | 1999-2015                    | 95                   |
| 10 | Mirco Bergamasco      | 2002-2012                    | 89                   |
| -  | Luke McLean           | 2008-2017                    | 89                   |

##### Record de points
Le record de points marqués pour la sélection italienne est détenu par Diego Dominguez avec 983 points (9 essais, 127 transformations, 208 pénalités et 20 drops).
| #  | Joueur             | Parcours en équipe nationale | Nombre de points |
| -- | ------------------ | ---------------------------- | ---------------- |
| 1  | Diego Dominguez    | 1991-2003                    | 983              |
| 2  | Tommaso Allan      | 2013-                        | 539              |
| 3  | Stefano Bettarello | 1979-1988                    | 483              |
| 4  | Luigi Troiani      | 1985-1995                    | 294              |
| 5  | Ramiro Pez         | 2000-2007                    | 260              |
| 6  | Mirco Bergamasco   | 2002-2012                    | 256              |
| 7  | Paolo Garbisi      | 2020-                        | 232              |
| 8  | Luciano Orquera    | 2004-2015                    | 154              |
| 9  | David Bortolussi   | 2006-2008                    | 153              |
| 10 | Carlo Canna        | 2015-2021                    | 152              |

##### Record d'essais

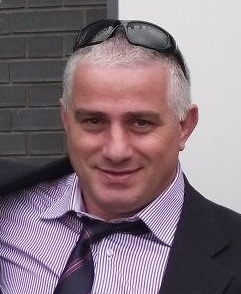
Marcello Cuttitta.

Marcello Cuttitta, ailier de l'équipe d'Italie, détient le record d'essais de la sélection, avec 26 unités.
| # | Joueur                 | Parcours en équipe nationale | Essais |
| - | ---------------------- | ---------------------------- | ------ |
| 1 | Marcello Cuttitta      | 1987-1999                    | 26     |
| 2 | Paolo Vaccari          | 1991-2003                    | 23     |
| 3 | Manrico Marchetto (it) | 1972-1981                    | 21     |
| 3 | Carlo Checchinato      | 1990-2004                    | 21     |
| 5 | Alessandro Troncon     | 1994-2007                    | 19     |
| 6 | Serafino Ghizzoni      | 1977-1987                    | 17     |
| 6 | Massimo Mascioletti    | 1977-1990                    | 17     |
| 6 | Mirco Bergamasco       | 2002-2012                    | 17     |
| 9 | Ivan Francescato       | 1990-1997                    | 16     |
| 9 | Sergio Parisse         | 2002-2019                    | 16     |

#### Effectif actuel
Le 21 mai, l'Italie a nommé une équipe de 34 joueurs pour sa tournée en Namibie et en Afrique du Sud.
| Nom                        | Naissance                | Sélections (points marqués) | Club               | Année 1re sélection |
| Talonneurs                 | Talonneurs               | Talonneurs                  | Talonneurs         | Talonneurs          |
| -------------------------- | ------------------------ | --------------------------- | ------------------ | ------------------- |
| Tommaso Di Bartolomeo (en) | 4 janvier 2001           | 3 (0)                       | Zebre              | 2025                |
| Pablo Dimcheff             | 1er juillet 1999         | 2 (5)                       | Colomiers rugby    | 2025                |
| Giampietro Ribaldi         | 12 mars 1997             | -                           | Zebre              | -                   |
| Piliers                    |                          |                             |                    |                     |
| Simone Ferrari             | 28 mars 1994             | 66 (10)                     | Benetton Trévise   | 2016                |
| Danilo Fischetti           | 26 janvier 1998          | 55 (0)                      | Northampton Saints | 2020                |
| Marco Riccioni             | 19 octobre 1997          | 34 (5)                      | Saracens           | 2019                |
| Muhamed Hasa               | 10 septembre 2001        | 3 (0)                       | Zebre              | 2025                |
| Mirco Spagnolo             | 2 janvier 2001           | 17 (5)                      | Benetton Trévise   | 2024                |
| Pietro Ceccarelli          | 16 février 1992          | 34 (0)                      | USA Perpignan      | 2016                |
| Deuxièmes lignes           |                          |                             |                    |                     |
| Matteo Canali (en)         | 11 septembre 1998        | 2 (0)                       | Zebre              | 2025                |
| Niccolò Cannone            | 17 mai 1998              | 55 (10)                     | Benetton Trévise   | 2020                |
| Leonard Krumov             | 1er mai 1996             | -                           | Zebre              |                     |
| Andrea Zambonin            | 3 septembre 2000         | 12 (5)                      | Exeter Chiefs      | 2022                |
| Troisièmes lignes aile     |                          |                             |                    |                     |
| Alessandro Izekor          | 5 mars 2000              | 6 (0)                       | Benetton Trévise   | 2024                |
| David Odiase               | 19 janvier 2003          | 2 (0)                       | Zebre              | 2025                |
| Sebastian Negri            | 30 juin 1994             | 65 (10)                     | Benetton Trévise   | 2016                |
| Manuel Zuliani             | 26 avril 2000            | 35 (15)                     | Benetton Trévise   | 2022                |
| Troisièmes lignes centre   |                          |                             |                    |                     |
| Lorenzo Cannone            | 28 janvier 2001          | 30 (20)                     | Benetton Trévise   | 2022                |
| Ross Vintcent              | 5 juin 2002              | 17 (10)                     | Exeter Chiefs      | 2024                |
| Demis de mêlée             |                          |                             |                    |                     |
| Alessandro Garbisi         | 11 avril 2002            | 18 (25)                     | Benetton Trévise   | 2022                |
| Alessandro Fusco           | 28 octobre 1999          | 20 (15)                     | Zebre              | 2021                |
| Stephen Varney             | 16 mai 2001              | 34 (32)                     | Exeter Chiefs      | 2020                |
| Demis d'ouverture          |                          |                             |                    |                     |
| Giacomo Da Re              | 29 mars 1999             | 5 (25)                      | Zebre              | 2022                |
| Giovanni Montemauri        | 24 octobre 2000          | -                           | Zebre              | -                   |
| Centres                    |                          |                             |                    |                     |
| Giulio Bertaccini (en)     | 29 novembre 2000         | 4 (0)                       | Zebre              | 2024                |
| Damiano Mazza              | 16 février 1999          | -                           | Zebre              | -                   |
| Tommaso Menoncello         | 20 août 2002             | 31 (45)                     | Benetton Trévise   | 2022                |
| Marco Zanon                | 3 octobre 1997           | 20 (10)                     | Benetton Trévise   | 2019                |
| Ailiers                    |                          |                             |                    |                     |
| Simone Gesi                | 23 mai 2001              | 5 (5)                       | Zebre              | 2023                |
| Louis Lynagh               | 3 décembre 2000 (24 ans) | 7 (10)                      | Benetton Trévise   | 2024                |
| Paolo Odogwu               | 18 février 1997 (28 ans) | 7 (10)                      | Benetton Trévise   | 2023                |
| Jacopo Trulla              | 5 juillet 2000           | 17 (20)                     | Zebre              | 2020                |
| Arrières                   |                          |                             |                    |                     |
| Mirko Belloni              | 4 juin 2004              | 2 (0)                       | Zebre              | 2025                |

### Entraîneurs
Mis à part Luigi Bricchi qui restera de longues années dans l'encadrement technique, ce sont surtout les entraîneurs étrangers qui ont marqué l'équipe d'Italie. À commencer par Julien Saby dans les années 1930, qui remporta un concours international ouvert par l'Italie pour recruter un entraîneur. Vers la fin du XXe siècle, ce sont le Gallois Roy Bish et les Français Pierre Villepreux et Georges Coste qui vont permettre à la sélection italienne de progresser et d'intégrer le Tournoi des Cinq Nations. Depuis sept entraîneurs se sont succédé à la tête de l'équipe, deux Néo-Zélandais Brad Johnstone, John Kirwan, un Sud-Africain Nick Mallett et deux Français Pierre Berbizier et Jacques Brunel,l'Irlandais Conor O'Shea et Sud-Africain Franco Smith. À l'issue du Tournoi 2021, le Néo-Zélandais Kieran Crowley est nommé sélectionneur de l'équipe mais non reconduit après la Coupe du monde 2023.
| Nom                                                     | Début             | Fin               | Tests | Victoires | Nuls | Défaites | % de victoires |
| ------------------------------------------------------- | ----------------- | ----------------- | ----- | --------- | ---- | -------- | -------------- |
| Arnaldo Cortese John Thomas                             | 20 mai 1929       | -                 | 1     | 0         | 0    | 1        | 0              |
| Arturo Cameroni Luigi Bricchi                           | 29 mai 1930       | -                 | 1     | 1         | 0    | 0        | 100            |
| Luigi Bricchi                                           | 1er novembre 1932 | 26 décembre 1934  | 4     | 3         | 0    | 1        | 75             |
| Luigi Bricchi Julien Saby                               | 26 décembre 1934  | 7 avril 1935      | 1     | 1         | 0    | 0        | 100            |
| Julien Saby                                             | 7 avril 1935      | 14 mai 1936       | 2     | 0         | 0    | 2        | 0              |
| Luigi Bricchi Michel Boucheron                          | 14 mai 1936       | 16 mai 1936       | 2     | 1         | 0    | 1        | 50             |
| Luigi Bricchi Julien Saby                               | 1er janvier 1937  | 17 octobre 1937   | 5     | 2         | 1    | 2        | 40             |
| Luigi Bricchi                                           | 6 mars 1938       | 20 novembre 1938  | 1     | 0         | 0    | 1        | 0              |
| Luigi Bricchi Giuseppe Sessa                            | 20 novembre 1938  | 19 mars 1940      | 2     | 1         | 0    | 1        | 50             |
| Romano Bonifazi                                         | 19 mars 1940      | 9 février 1941    | 2     | 1         | 0    | 1        | 50             |
| Luigi Bricchi Franco Chiaserotti                        | 9 février 1941    | 18 mai 1947       | 1     | 1         | 0    | 0        | 100            |
| Tommaso Fattori                                         | 18 mai 1947       | 27 mars 1949      | 2     | 1         | 0    | 1        | 50             |
| Giorgio Briasco Antonio Radicini                        | 27 mars 1949      | 26 février 1950   | 2     | 0         | 0    | 2        | 0              |
| Romano Bonifazi                                         | 26 février 1950   | 29 juillet 1950   | -     | -         | -    | -        | -              |
| Francesco Vinci                                         | 29 juillet 1950   | 4 octobre 1950    | -     | -         | -    | -        | -              |
| Renzo Maffioli                                          | 4 octobre 1950    | 25 février 1951   | -     | -         | -    | -        | -              |
| Renzo Maffioli Julien Saby                              | 25 février 1951   | 1er août 1954     | 9     | 6         | 0    | 3        | 66,7           |
| Piermarcello Farinelli Aldo Invernici Umberto Silvestri | 1er août 1954     | 22 décembre 1956  | 8     | 5         | 0    | 3        | 62,5           |
| Giulio Fereoli Aldo Invernici Umberto Silvestri         | 22 décembre 1956  | 8 décembre 1957   | 2     | 1         | 0    | 1        | 50             |
| Sergio Barilari Aldo Invernici Umberto Silvestri        | 8 décembre 1957   | 19 juillet 1958   | 1     | 0         | 0    | 1        | 0              |
| Sergio Barilari Mario Battaglini Aldo Invernici         | 19 juillet 1958   | 10 avril 1960     | 2     | 1         | 0    | 1        | 50             |
| Sergio Barilari Romano Bonifazi                         | 10 avril 1960     | 22 avril 1962     | 4     | 2         | 0    | 2        | 50             |
| Aldo Invernici                                          | 22 avril 1962     | 8 décembre 1965   | 7     | 2         | 0    | 5        | 28,5           |
| Sergio Barilari Mario Martone                           | 8 décembre 1965   | 28 octobre 1967   | 7     | 3         | 1    | 3        | 42,8           |
| Aldo Invernici                                          | 28 octobre 1967   | 24 mai 1970       | 8     | 7         | 0    | 1        | 87,5           |
| Giordano Campice                                        | 24 mai 1970       | 25 octobre 1970   | 2     | 2         | 0    | 0        | 100            |
| Sergio Barilari                                         | 25 octobre 1970   | 10 avril 1971     | 3     | 0         | 0    | 3        | 0              |
| Domenico Geremia                                        | 11 avril 1971     | 27 mai 1971       | 1     | 0         | 0    | 1        | 0              |
| Aldo Invernici                                          | 28 mai 1971       | 19 février 1972   | -     | -         | -    | -        | -              |
| Umberto Levorato                                        | 20 février 1972   | 25 novembre 1972  | 4     | 1         | 2    | 1        | 25             |
| Gianni Villa                                            | 26 novembre 1972  | 14 février 1975   | 20    | 6         | 1    | 13       | 30             |
| Roy Bish                                                | 15 février 1975   | 1er avril 1977    | 15    | 8         | 1    | 6        | 53,3           |
| Isidoro Quaglio                                         | 2 avril 1977      | 1er mai 1977      | 2     | 1         | 0    | 1        | 50             |
| Gwyn Evans                                              | 23 octobre 1977   | 23 octobre 1978   | 5     | 1         | 1    | 3        | 20             |
| Pierre Villepreux                                       | 24 octobre 1978   | 24 octobre 1981   | 24    | 10        | 1    | 13       | 41,6           |
| Paolo Paladini Marco Pulli                              | 25 octobre 1981   | 9 novembre 1985   | 28    | 16        | 2    | 10       | 57,14          |
| Marco Bollesan                                          | 10 novembre 1985  | 4 novembre 1988   | 19    | 7         | 1    | 11       | 36,8           |
| Loreto Cucchiarelli                                     | 5 novembre 1988   | 29 septembre 1989 | 7     | 1         | 0    | 6        | 14,3           |
| Bertrand Fourcade                                       | 30 septembre 1989 | 30 août 1993      | 29    | 17        | 0    | 12       | 58,6           |
| Georges Coste                                           | 31 août 1993      | 19 juin 1999      | 48    | 19        | 1    | 28       | 39,6           |
| Massimo Mascioletti                                     | 20 juin 1999      | 4 février 2000    | 5     | 2         | 0    | 3        | 40             |
| Brad Johnstone                                          | 5 février 2000    | 26 avril 2002     | 27    | 5         | 0    | 22       | 18,5           |
| John Kirwan                                             | 27 avril 2002     | 18 avril 2005     | 32    | 10        | 0    | 22       | 31,2           |
| Pierre Berbizier                                        | 19 avril 2005     | 30 septembre 2007 | 30    | 12        | 1    | 17       | 40             |
| Nick Mallett                                            | 3 octobre 2007    | 2 octobre 2011    | 42    | 9         | 0    | 33       | 21,4           |
| Jacques Brunel                                          | 1er novembre 2011 | 19 mars 2016      | 50    | 11        | 0    | 39       | 22             |
| Conor O'Shea                                            | 18 juin 2016      | 12 octobre 2019   | 42    | 10        | 1    | 30       | 27             |
| Franco Smith                                            | 1 février 2020    | 18 mai 2021       | 14    | 1         | 0    | 13       | 7              |
| Kieran Crowley                                          | 19 mai 2021       | 31 décembre 2023  | 27    | 10        | 0    | 17       | 37,03          |
| Gonzalo Quesada                                         | 1er janvier 2024  |                   | 16    | 6         | 1    | 9        | 37,5           |

## Aspects socio-économiques

### Popularité
Jusqu'en 2000, l'année de l'entrée de l'Italie dans les Six Nations, le rugby italien comptait environ 30 000 licenciés. Dans son rapport 2020, le Comité olympique national italien avance les chiffres de 689 clubs et 66 000 pratiquants (une baisse de 5 000 par rapport à 2019).
La fréquentation dans les stades où évolue l'équipe italienne est bonne (ex. : le match en 2009 contre la Nouvelle-Zélande perdu 6 à 20, disputé dans le stade Giuseppe Meazza à Milan, devant 81 018 spectateurs). Puis la FIR a adopté le stade olympique de Rome à la place du stade Flaminio. Pour le premier match prévu contre l'Angleterre dans le Tournoi 2012, environ 73 000 billets ont été vendus, même si, en raison d'une tempête de neige qui a frappé la capitale, l'assistance réelle était entre 58 000 et 65 000 spectateurs. La même année, la victoire italienne sur l'Écosse 13 à 6, a vu la présence de 72 354 spectateurs. En 2013, la victoire sur l'Irlande 22 à 15, lors de la dernière journée du Tournoi, a eu lieu devant 74 174 spectateurs, sixième plus grosse affluence de la saison derrière les rencontres disputés à Twickenham et au Stade de France. Mais le grand public se lasse des défaites et la fédération ne parvient pas à remplir le stade olympique de Rome : la meilleure affluence du Tournoi 2023 est de 61 000 spectateurs pour la réception du Pays de Galles.
Le rugby reste toutefois un sport de niche : c'est le 17e sport italien en nombre de pratiquants licenciés derrière le golf ou la danse. De plus son ancrage géographique est très déséquilibré, l'immense majorité des clubs étant situés dans le Nord du pays.

### Couverture médiatique
Les rencontres de l'équipe nationale sont retransmises par DMAX de 2014 à 2017. L'audience moyenne de la première rencontre du Tournoi 2014, contre le pays de Galles est de 736 000 téléspectateurs, soit 4,5 % de part de marché, ce qui correspond au cinquième plus grand taux d'audience globale et le second pour les hommes entre 20 et 49 ans. Lors du premier match du Tournoi 2015 entre l'Italie et l'Irlande, l'audience moyenne est de 710 000 téléspectateurs, soit 4,5 % de part de marché.
Les matchs sont désormais diffusés par la Rai.

### Aspects économiques
L'industrie italienne utilise la popularité des joueurs de rugby dans la publicité, comme Edison qui a choisi le pilier Martin Castrogiovanni en 2013. En 2014, la Fédération Italienne a collaboré à une campagne de prestation sociale pour l'Agence nationale pour la sécurité des chemins de fer avec six joueurs internationaux (Mauro Bergamasco, Lorenzo Cittadini, Alberto De Marchi, Luke McLean, Leonardo Sarto et Quintin Geldenhuys). À noter également que Peugeot a effectué une campagne de publicité avec certains joueurs de la Squadra Azzurra en 2014.